# Peloneustes
Peloneustes philarchus
Genre
Espèce
Synonymes
Peloneustes (littéralement « nageur dans la boue ») est un genre fossile de pliosaures ayant vécu durant l'étage Callovien du Jurassique moyen dans ce qui est aujourd'hui l'Angleterre. Tous les fossiles actuellement attribués au taxon proviennent du membre Peterborough, dans la formation d'Oxford Clay. Il fut décrit à l'origine comme une espèce de Plesiosaurus par le paléontologue Harry Govier Seeley en 1869, avant de se voir attribuer son propre genre par le naturaliste Richard Lydekker vingt ans plus tard, en 1889. Alors que de nombreuses espèces ont été attribuées à Peloneustes, Peloneustes philarchus est actuellement la seule considérée comme valide, les autres ayant été déplacées vers des genres différents, considérés comme douteux ou synonymes de P. philarchus. Une partie du matériel fossile anciennement attribué à une deuxième espèce nommée Peloneustes evansi est depuis réattribué à "Pliosaurus" andrewsi. Peloneustes est connu à partir de nombreux spécimens fossiles, incluant certains très complets.
Avec une taille maximale estimée entre 3,5 et 4 m de long, Peloneustes n'est pas un grand représentant des pliosauridés. Ce reptile marin a un grand crâne de forme triangulaire qui occupe environ un cinquième de la longueur du corps. L'avant du crâne est allongé en un rostre étroit constituant le museau. La symphyse mandibulaire, là où les deux moitiés de la mandibule se connectent, est allongée et contribue à renforcer la mâchoire. Une crête surélevée est située entre les rangées de dents au niveau de cette même symphyse mandibulaire. Les dents de Peloneustes sont coniques et rondes en section transversale, portant des crêtes verticales sur tous les côtés. Les dents situées à l’avant sont plus grandes que les dents à l'arrière. Avec seulement 19 à 21 vertèbres cervicales, Peloneustes a un cou relativement court par rapport aux autres plésiosaures. Les membres de Peloneustes sont en forme de nageoires, les palettes natatoires arrières étant plus grandes que celles situées à l'avant.
Peloneustes est à la fois considéré comme un proche parent de Pliosaurus ou comme un pliosauridé plus basal au sein du clade des Thalassophonea, cette dernière interprétation trouvant le plus de soutien parmi les paléontologues. Comme les autres plésiosaures, Peloneustes fut bien adapté à la vie aquatique, utilisant ses palettes natatoires pour une méthode de nage connue sous le nom de « vol subaquatique ». Le crâne des pliosauridés sont renforcés pour mieux résister aux contraintes de leur alimentation. Le museau long et étroit de Peloneustes aurait pu être balancé rapidement sous l'eau pour attraper des poissons, qu'il aurait percés grâce à ses nombreuses dents acérées. D'après les archives fossiles, Peloneustes habitait une mer intérieure d'environ 30 à 50 m de profondeur. Il partageait son habitat avec une variété d'autres animaux, notamment des invertébrés, des poissons, des thalattosuchiens, des ichthyosaures et d'autres plésiosaures. Au moins cinq autres pliosauridés sont connus du membre Peterborough, mais leur anatomie étant assez variée, cela indique qu'ils se seraient alimentés à partir de différentes sources de nourriture, évitant ainsi la concurrence.

## Historique des recherches

### Spécimens d'Oxford Clay

Diagramme de la mâchoire supérieure partielle de l'holotype de P. philarchus, telle que vue de dessus et d'en dessous.

Les strates du membre Peterborough de la formation d'Oxford Clay sont depuis longtemps exploitées pour la fabrication de briques. Depuis la fin du XIXe siècle, lorsque les opérations d'excavations commencent, des fossiles de nombreux animaux marins sont extraits des roches. Parmi ceux-ci se trouve le spécimen qui allait devenir l'holotype de Peloneustes philarchus, découvert par le géologue Henry Porter dans une argilière située près de Peterborough, en Angleterre. Le spécimen comprend une mandibule, la partie avant de la mâchoire supérieure, diverses vertèbres de tout le corps, des éléments de la ceinture scapulaire et du bassin, des humérus, des fémurs et divers autres os des membres. En 1866, le géologue Adam Sedgwick achète le spécimen pour le Woodwardian Museum de l'université de Cambridge (renommé depuis sous le nom de musée des sciences de la Terre de Sedgwick (en)), qui par la suite le catalogue sous le numéro CAMSM J.46913 et le stocke dans la salle de cours de l'université au sein du cabinet D,. Le paléontologue Harry Govier Seeley décrit le spécimen en 1869 comme une nouvelle espèce du genre Plesiosaurus, sous le nom de Plesiosaurus philarchus. L'épithète spécifique philarchus vient du grec ancien φιλία / philía « aimant » et ἄρχω / árkhō « commander » ou « régir », le tout donnant « aimant le pouvoir », probablement en raison de son crâne large et imposant. Dans son ouvrage, Seeley ne décrit pas ce spécimen en détail, donnant principalement une liste du matériel connu. Alors que des publications ultérieures décrivent plus en détail ces restes, CAMSM J.46913 reste alors mal décrit.
Les frères Alfred et Charles Leeds collectent des fossiles d'Oxford Clay depuis environ 1867, encouragés par le géologue John Phillips de l'université d'Oxford, assemblant ce qui est devenu la collection Leeds. Lorsque Charles partit finalement, Alfred, ayant collecté la majorité des spécimens, continue alors à récolter des fossiles jusqu'à sa mort en 1917. Finalement, après une visite d'Henry Woodward du musée d'histoire naturelle de Londres à la collection Leeds à Eyebury en 1885, le musée achète environ 5 tonnes de fossiles en 1890. Cela apporte ainsi une plus grande renommée à la collection de Leeds, vendant plus tard des spécimens à différents musées à travers l'Europe, et même certains aux États-Unis. Le matériel soigneusement préparé est généralement en bon état, bien qu'il ait été assez souvent écrasé et brisé par les processus géologiques, en particulier le matériel crânien:V-VI.

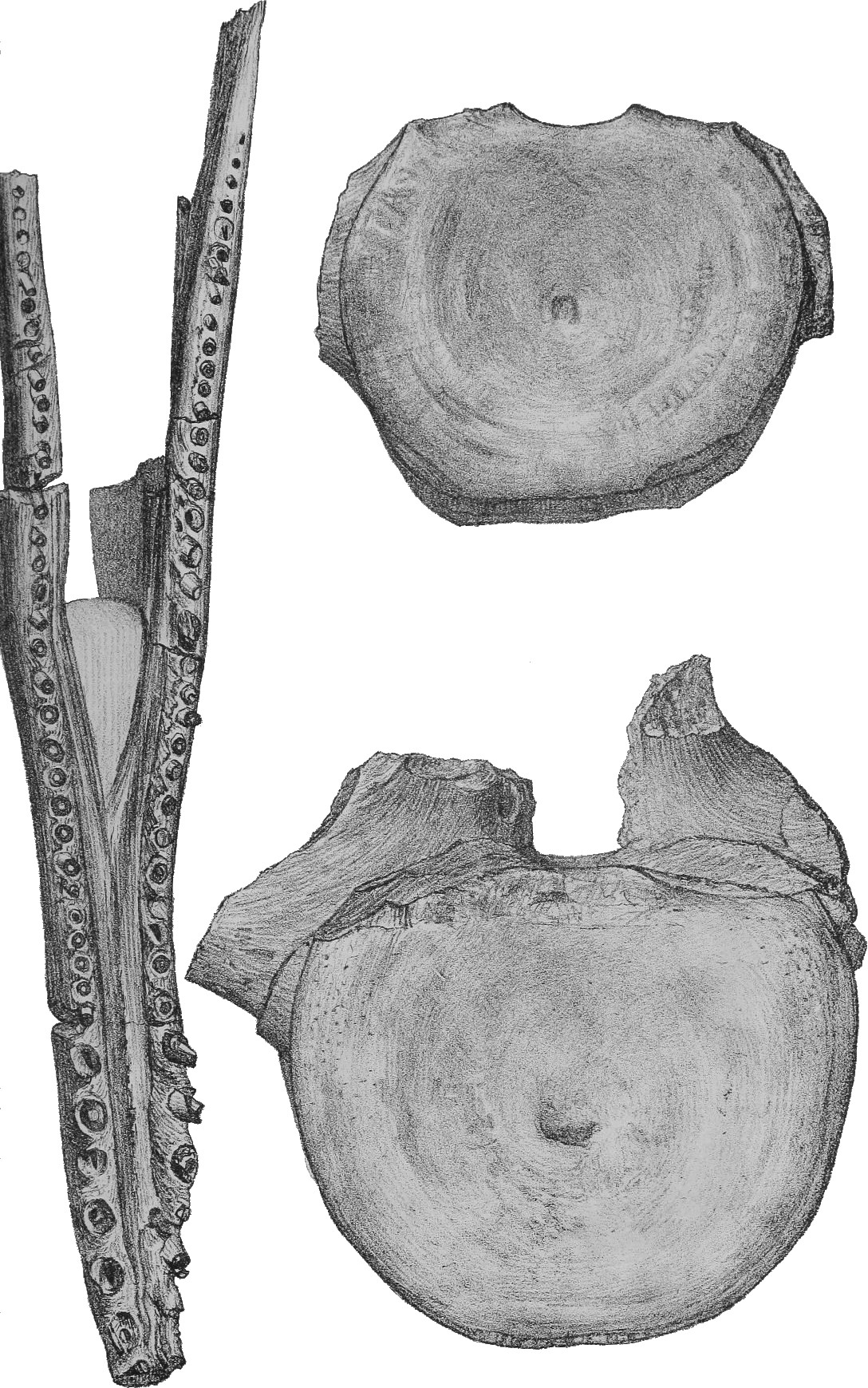
Mandibule et vertèbres du spécimen décrit par Lydekker (NHMUK PV R1253).

Le naturaliste Richard Lydekker est informé de la présence d'un squelette de plésiosaure au musée d'histoire naturelle de Londres par le géologue George Charles Crick (en), qui y travaillait alors sur le spécimen, catalogué NHMUK R1253, découvert dans la formation d'Oxford Clay à Green End, Kempston, près de Bedford. Alors que Lydekker émet l'hypothèse que le squelette pourrait être complet, il a toutefois été endommagé lors de l'excavation. Les ceintures des membres sont fortement fragmentées lorsque le spécimen est déplacé dans le musée, mais un ouvrier du nom de Lingard du département de géologie réussit à en restaurer une grande partie. En plus des ceintures scapulaires et pelviennes, le spécimen se compose également d'une mandibule partielle, de dents, de plusieurs vertèbres (bien qu'aucune du cou) et d'une grande partie des membres. Lydekker identifie ce spécimen comme un individu de Plesiosaurus philarchus et en publie une description en 1889. Après avoir étudié ce spécimen et d'autres de la collection Leeds, il en conclut que les plésiosaures au cou raccourci et à la tête large ne peuvent être classés comme des espèces de Plesiosaurus, signifiant ainsi que l'espèce appartient à un genre différent. Il l'attribua initialement à Thaumatosaurus en 1888, mais décida plus tard qu'il est suffisamment distinct pour ériger son propre genre, qu'il nomme Peloneustes dans sa publication de 1889. Le nom générique Peloneustes vient du grec ancien πηλός / pēlós signifiant « boue » ou « argile », en référence à la formation d'Oxford Clay, et de νηκτός / nêktos, voulant dire « nageur ». Néanmoins, Seeley met en synonymie Peloneustes avec Pliosaurus en 1892, affirmant que les deux ne seraient pas suffisamment différents pour justifier des genres séparés. Seeley et Lydekker n'ont pas pu s'entendre dans quel genre le taxon devrait être classé, ce qui représente d'ailleurs une partie d'une querelle entre les deux scientifiques. Cependant, Peloneustes est depuis devenu le nom accepté.

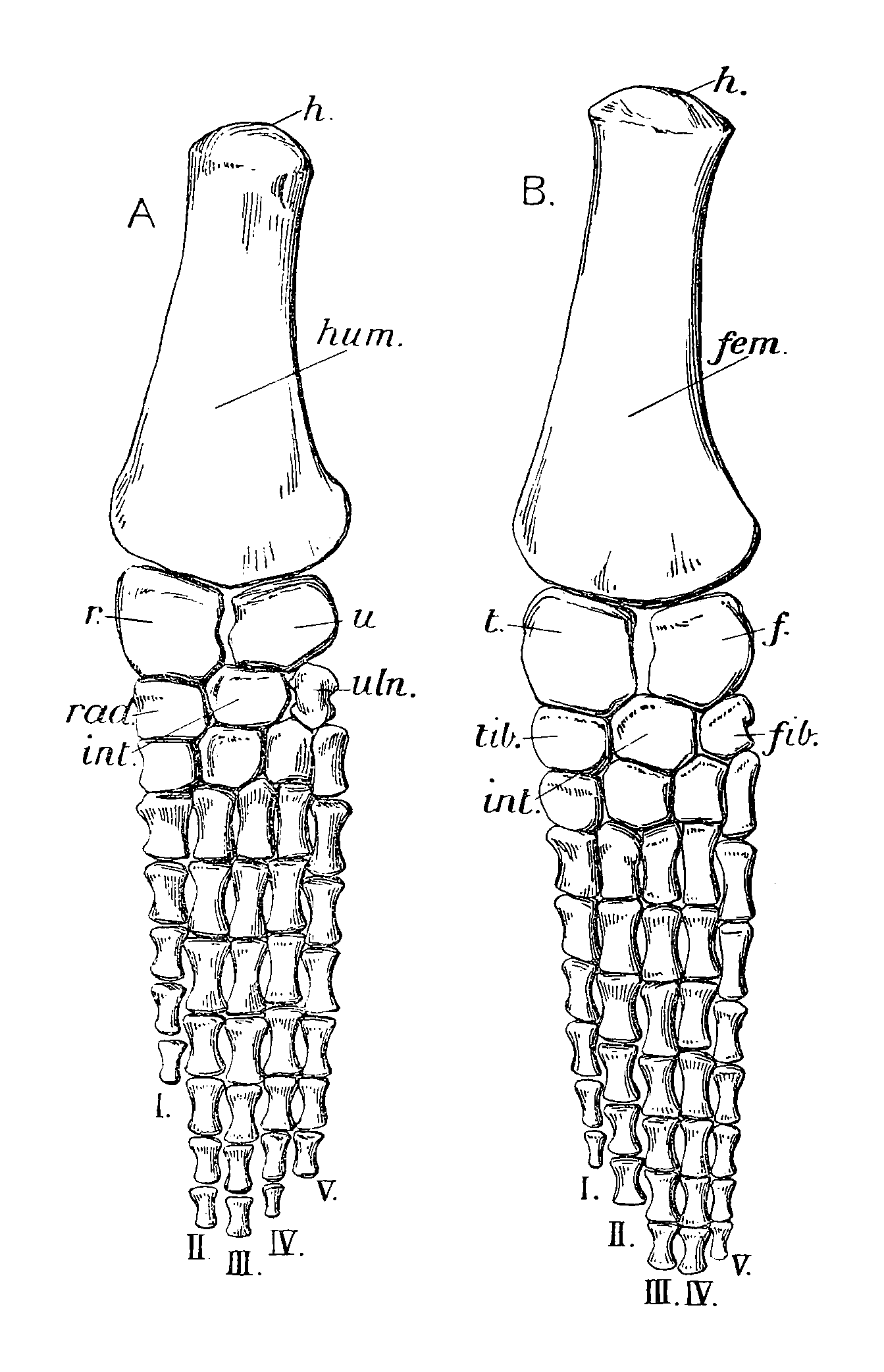
Palettes natatoires avant (à gauche) et arrière (à droite) d'un spécimen de la collection Leeds (NHMUK PV R2440).

La collection Leeds contient plusieurs spécimens de Peloneustes:63-70, le paléontologue Charles William Andrews décrivant en 1895 l'anatomie crânienne du taxon sur la base de quatre crânes partiels en provenant. En 1907, le géologue Frédéric Jaccard publie une description concernant deux spécimens de Peloneustes d'Oxford Clay découverts près de Peterborough, conservés au musée cantonal de géologie de Lausanne, en Suisse. Le plus complet des deux spécimens comprend un crâne complet préservant les deux mâchoires ; plusieurs dents isolées ; 13 vertèbres cervicales, 5 vertèbres pectorales (des vertèbres transitionnelles situées au niveau de l'épaule) et 7 vertèbres caudales ; des côtes ; les deux omoplates, une coracoïde ; une interclavicule partielle ; un bassin complet à l'exception d'un ischion ; et les quatre membres, qui sont presque complets. L'autre spécimen conserve 33 vertèbres et quelques côtes associées. Étant donné que le spécimen décrit par Lydekker avait besoin d'être restauré et que les informations manquantes ont été complétées par des données d'autres spécimens dans sa publication, Jaccard juge pertinent de publier une description contenant des photographies du spécimen le plus complet à Lausanne pour mieux illustrer l'anatomie de Peloneustes.
En 1913, le naturaliste Hermann Linder décrit plusieurs spécimens de P. philarchus hébergés à l'Institut für Geowissenschaften, à l'université de Tübingen et au musée national d'histoire naturelle de Stuttgart, tous en Allemagne, provenant également de la collection Leeds. Parmi les spécimens qu'il décrit de l'ancienne institution figure un squelette monté et presque complet, dépourvu de deux vertèbres cervicales, de quelques vertèbres caudales à l'extrémité de la queue et de quelques phalanges distales. Seule la partie arrière du crâne est en bon état, ainsi qu’une mandibule qui est en grande partie intacte. Un autre des spécimens décrits par Linder est un crâne bien conservé, catalogué GPIT RE/3409 et résidant également dans l'université de Tübingen, et qui préserve même un anneau sclérotique, étant la quatrième fois que ces os sont signalés chez un plésiosaure.
Andrews décrit plus tard les spécimens de reptiles marins de la collection Leeds qui se trouvent au musée d'histoire naturelle de Londres, publiant deux volumes, l'un en 1910 et l'autre en 1913. L'anatomie des spécimens de Peloneustes est décrite dans le deuxième volume, basée principalement sur les crânes bien conservés catalogués NHMUK R2679 et NHMUK R3808, ainsi que sur un squelette presque complet catalogué NHMUK R3318. Ce dernier spécimen est d'ailleurs si bien conservé qu'il a pu être réarticulé et monté, bien que les parties manquantes du bassin et des membres aient dû être remplies. Le squelette monté a été exposé dans la galerie des reptiles fossiles du musée:IX,:35, 63. Andrews décrit cette monture en 1910, notant qu'il s'agit de la première monture squelettique d'un pliosauridé, fournissant ainsi des informations importantes sur l'anatomie globale du groupe.
En 1960, le paléontologue Lambert Beverly Tarlo publie une revue concernant des espèces de pliosauridés signalées dans les archives fossiles du Jurassique supérieur. De nombreuses espèces de pliosauridés furent nommées sur la base de fragments souvent isolés, créant ainsi des confusions. Tarlo constate également que des descriptions inexactes du matériel et des paléontologues ignorant le travail d'autres ne faisaient qu'accentuer ces mêmes confusions. Sur les 36 espèces qu'il examine, il n'en trouve que neuf valides, dont P. philarchus. En 2011, les paléontologues Hilary Ketchum et Roger Benson décrivent à leur tour l'anatomie crânienne de Peloneustes. Depuis les précédentes études anatomiques d'Andrews et Linder, des spécimens supplémentaires furent découverts, dont un crâne très bien conservé catalogué NHMUK R4058, donnant une meilleure idée de la forme du crâne.

### Espèces et spécimens anciennement attribuées
De nombreuses autres espèces et spécimens ont été attribuées à Peloneustes tout au long de son histoire taxonomique, mais elles ont toutes été réaffectées à différents genres ou sont considérées comme invalides. Dans la même publication dans laquelle il nomme P. philarchus, Seeley nomme également une autre espèce de Plesiosaurus, P. sterrodeirus, sur la base de sept spécimens du Woodwardian Museum constitués de matériaux crâniens et vertébraux. Lorsque Lydekker érige le genre Peloneustes pour inclure P. philarchus, il reclasse également "Plesiosaurus" sterrodeirus et "Pleiosaurus" aequalis (une espèce nommée par Phillips en 1871:365,) comme des représentants de ce genre. Dans sa revue de 1960, Tarlo considère P. aequalis comme invalide, car étant basé sur des propodiums (des os supérieur des membres), qui ne peuvent pas être utilisés pour différencier les différentes espèces de pliosauridés. Il considère que Peloneustes sterrodeirus appartient plutôt à Pliosaurus, et voire peut-être même comme un synonyme plus récent de P. brachydeirus.

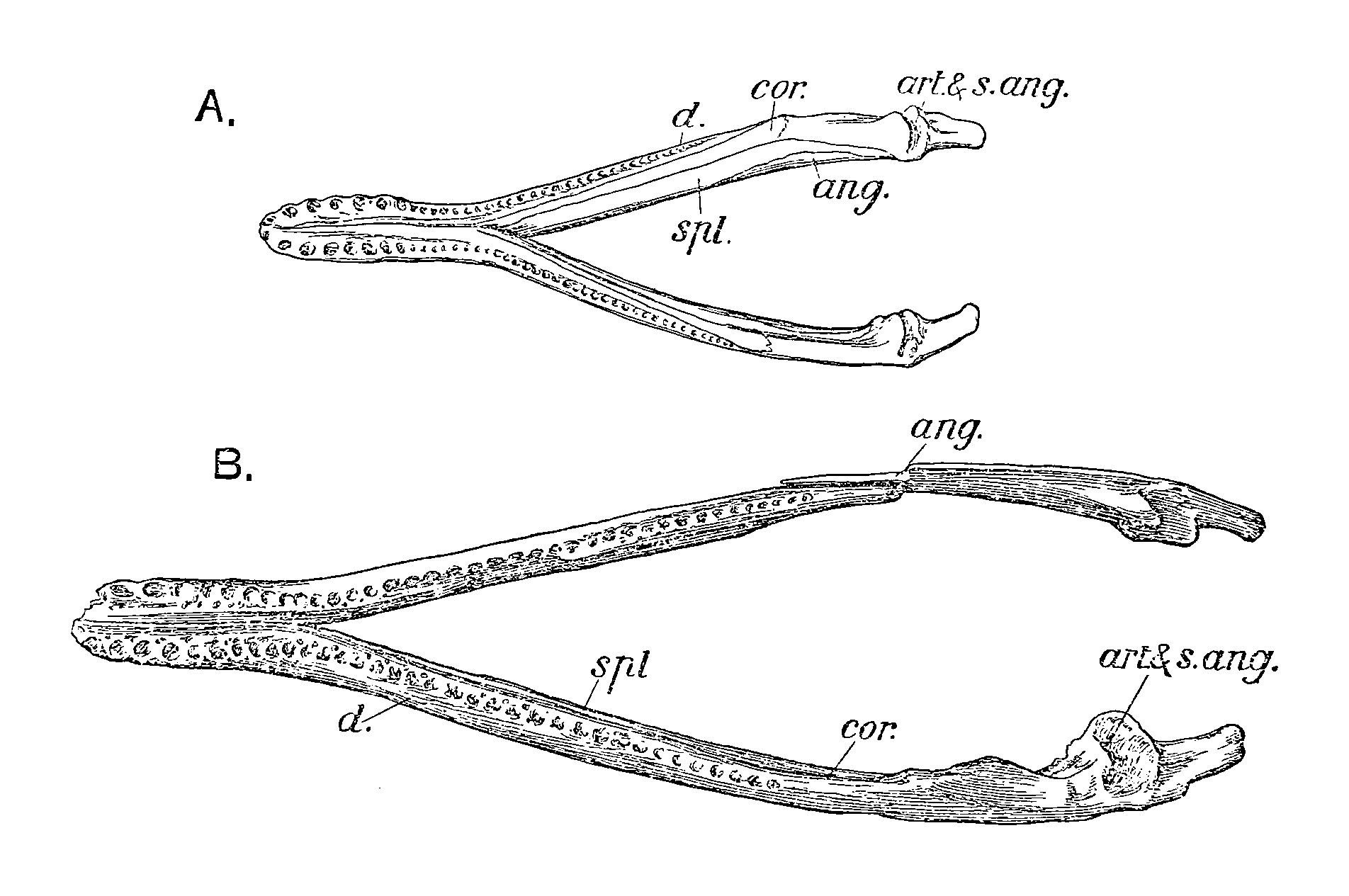
Mandibules de Peloneustes, spécimen NHMUK R3803 (en haut) et de "Pliosaurus" andrewsi, spécimen NHMUK R2443 (en bas).

Une autre des espèces décrites par Seeley en 1869 est Pliosaurus evansi, nommé aussi d'après des spécimens du Woodwardian Museum. Ceux-ci se composent de vertèbres cervicales et dorsales, de côtes et d'une coracoïde. En raison du fait qu'il s'agit d'une espèce plus petite de Pliosaurus et de sa similitude avec P. philarchus, Lydekker le réaffecte au genre Peloneustes en 1890, notant qu'il est plus grand que ce dernier. Il pense également qu'une grande mandibule et une palette natatoire précédemment attribuées à Pleiosaurus? grandis par Phillips en 1871:318 appartiennent plutôt à cette espèce,. En 1913, Andrews attribue un squelette partiel d'un autre grand pliosaure trouvé par Leeds à Peloneustes evansi, notant que si la mandibule et les vertèbres sont similaires à d'autres spécimens de cette espèce nommée, elles restent assez différentes de celles de P. philarchus. Par conséquent, Andrews considère qu'il est possible que P. evansi appartienne à un genre distinct qui aurait été morphologiquement intermédiaire entre Peloneustes et Pliosaurus:72. En 1960, Tarlo met en synonymie Peloneustes evansi à P. philarchus en raison de la morphologie de leurs vertèbres cervicales, à l'exception d'une différence de taille. Néanmoins, il découvre que les plus gros spécimens attribués à Peloneustes evansi sont distincts et les déplace vers une nouvelle espèce de Pliosaurus, qu'il nomme "P". andrewsi (bien que cette espèce ne soit actuellement plus considérée comme appartenant à Pliosaurus). Dans leur étude de 2011, Ketchum et Benson ne reconnaissent pas cette synonymie, décrivant l'holotype de Peloneustes evansi comme manquant de traits diagnostiques, faisant de ce dernier un nomen dubium et par conséquent un pliosauridé indéterminé.
En 1905, le paléontologue Ernst Koken décrit ce qu'il identifie comme une possible autre espèce de Peloneustes, P. kanzleri, à partir de deux vertèbres dorsales provenant du faciès wealdien du Crétacé du nord de l'Allemagne. En 1960, Tarlo découvre néanmoins que les fossiles de ce taxon proposé proviennent en fait d'un élasmosauridé,. En 1913, Linder crée une sous-espèce de Peloneustes, P. philarchus var. spathyrhynchus, en le différenciant par sa symphyse mandibulaire (là où les deux moitiés de la mâchoire inférieure se connectent) de forme spatulée. Tarlo le considère comme un synonyme de P. philarchus en 1960, constatant que la symphyse mandibulaire de Peloneustes est proportionnellement plus large chez les spécimens plus grands, ce qui rend ce trait plus susceptible d'être dû à une variation intraspécifique. Les fossiles, étant broyés par les processus géologiques, rendent toutefois difficile la mesure précise de ces proportions. En 1909 et 1934, le paléontologue Anatoly Riabinine décrit du matériel fossile russe provenant respectivement l'oblast de Kostroma et de l'île Hooker (terre François-Joseph), qu'il attribue provisoirement à P. philarchus,. Le squelette postcrânien partiel de Kostroma daterait d'une période situé entre le Callovien et l'Oxfordien, tandis que la vertèbre unique découverte dans l'île Hooker daterait vraisemblablement de l'Oxfordien. L'attribution de ces fossiles à ce taxon est cependant mise en doutes depuis 2000. En 1937, Friedrich von Huene attribue une dent fragmenté datant possiblement du Callovien et provenant de la région baltique de la Courlande à Peloneustes sp.,, mais cette attribution est rejetée par Ketchum et Benson en 2011. En 1948, le paléontologue Nestor Novozhilov (en) nomme une nouvelle espèce de Peloneustes, P. irgisensis, sur la base d'un squelette partiel composé d'un grand crâne incomplet, de vertèbres et d'un membre postérieur partiel, incluant même du contenu stomacal préservé. Le spécimen, depuis catalogué PIN 426, fut découvert dans une mine située dans le bassin inférieur de la Volga en Russie,. Dans sa revue de 1960, Tarlo considère cette espèce comme étant trop différente de P. philarchus pour appartenir à ce genre, le plaçant provisoirement dans Pliosaurus. Il émet aussi l'hypothèse que Novozhilov aurait pensé à tort que Peloneustes serait le seul pliosauridé ayant un long museau, d'où l'affectation initiale. En 1964, Novozhilov érige un nouveau genre pour inclure cette espèce, Strongylokrotaphus, mais d'autres études concordant avec l'avis de Tarlo réaffectent l'espèce à Pliosaurus, et voire peut-être même comme un synonyme plus récent de Pliosaurus rossicus. Les études plus récentes considèrent le taxon comme un nomen dubium étant donné son caractère actuellement non diagnosticable, mais recommandent néanmoins une nouvelle description de l'holotype,. Cette suggestion risque cependant d'être entachée par l'état actuel de la conservation du spécimen PIN 426, le crâne et en particulier la mandibule étant depuis gravement endommagés par la décomposition de la pyrite, et les éléments associés étant notés comme perdus,.

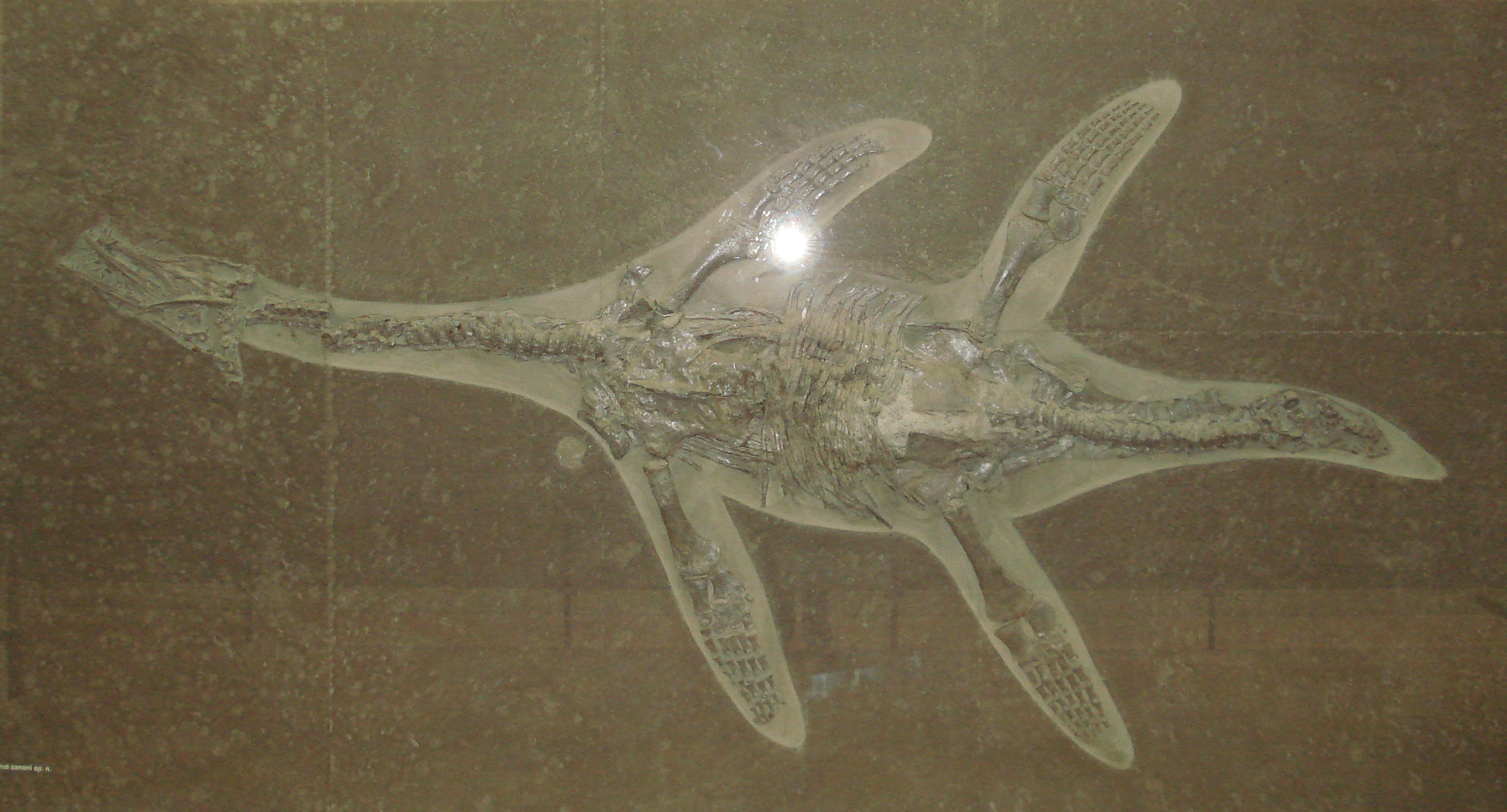
Squelette d’Hauffiosaurus zanoni exposé au Urwelt-Museum Hauff, en Allemagne, d'abord considéré comme étant un Peloneustes.

En 1972, la paléontologue Teresa Maryańska (en) attribue au genre des fragments crâniens ayant été découvert dans une carrière datant de l'Oxfordien à Załęcze Wielkie, en Pologne. Dans leur révision de 2011, Ketchum et Benson réidentifient ce spécimen comme provenant en fait d'un crocodylomorphe marin indéterminée appartenant à la famille des téléosauridés,. En 1998, le paléontologue Frank Robin O'Keefe propose qu'un spécimen de pliosauridé datant du Jurassique inférieur des argiles à Posidonies d'Allemagne pourrait représenter une nouvelle espèce de Peloneustes. Néanmoins, en 2001, l'auteur le considère comme appartenant à un taxon à part qu'il nomme Hauffiosaurus zanoni,. En 2006, les paléontologues Zulma Gasparini et Manuel A. Iturralde-Vinent attribuent un spécimen de pliosauridé provenant de la formation de Jagua (en), datant du Jurassique supérieur de Cuba, à Peloneustes sp.. En 2009, Gasparini le redécrit sous le nom de Gallardosaurus iturraldei. En 2011, Ketchum et Benson considèrent que Peloneustes ne contient actuellement qu'une seule espèce valide, P. philarchus, et y reconnaissent 21 spécimens précis, tous provenant du membre Peterborough de la formation d'Oxford Clay. Ils considèrent que certains spécimens du membre Peterborough ainsi que d'un provenant de la commune française de Marquise, précédemment affectés à Peloneustes, appartiennent quant à eux à différents pliosauridés actuellement non nommés.

## Description

### Morphologie d'ensemble

Comparaison en taille de deux spécimens de Peloneustes par rapport à un humain.

Au sein des Pliosauridae, Peloneustes est vue comme un représentant de taille petite:34 à moyenne:12. Le spécimen NHMUK R3318, le squelette monté du musée d'histoire naturelle de Londres, mesure 3,5 m de long, tandis que le squelette monté de l'Institut für Geowissenschaften de l'université de Tübingen en atteint 4,05 m. Les plésiosaures peuvent généralement être décrits comme étant du morphotype « plésiosauromorphe », à petite tête et à long cou, ou du morphotype « pliosauromorphe », à grosse tête et à cou court. Peloneustes est un représentant de ce dernier morphotype, avec son crâne représentant un peu moins d'un cinquième de la longueur totale de l'animal. Peloneustes, comme bon nombre de plésiosaures, a une queue courte, un tronc massif et tous ses membres modifiés en forme de grandes nageoires:13.

### Crâne

Diagramme reconstituant en vue de côté le crâne de Peloneustes.

Alors que l'holotype de Peloneustes n'a pas la partie arrière de son crâne, de nombreux spécimens supplémentaires bien conservés, dont un n'étant pas écrasé de haut en bas, sont attribués au genre. Ces crânes varient en taille, mesurant 60 à 78,5 cm de long. Le crâne de Peloneustes est allongé et incliné vers le haut au niveau de son extrémité arrière. Vu de dessus, le crâne a la forme d'un triangle isocèle:35, avec l'arrière du crâne élargi et l'avant allongé en un rostre étroit. La partie la plus en arrière du crâne a des côtés à peu près parallèles, contrairement aux régions avant effilées. Les narines externes sont petites et situées vers le milieu du crâne. Les orbites en forme de rein sont tournées vers l'avant et vers l'extérieur et sont situées sur la moitié arrière du crâne. Les anneaux sclérotiques sont composés d'au moins 16 osselets individuels, un nombre inhabituellement élevé pour un reptile. Les fosses temporales (ouvertures à l'arrière du crâne) sont élargies et elliptiques, et situées sur le quart le plus en arrière du crâne.

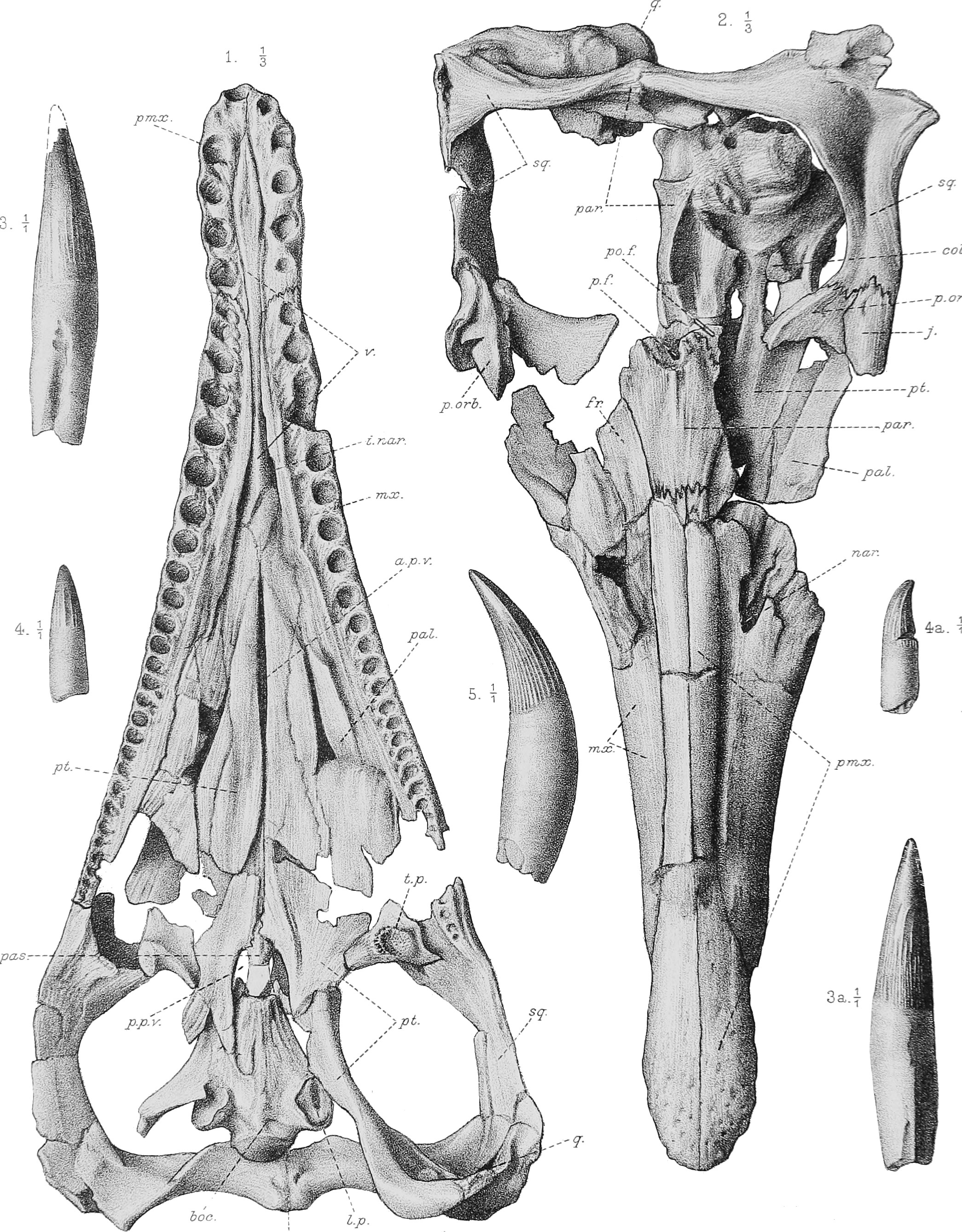
Crâne de Peloneustes figuré d'en bas (à gauche, NHMUK 3803) et d'en haut (à droite, NHMUK 2679).

De manière caractéristique, les prémaxillaires (os portants les dents supérieures les plus en avants) de Peloneustes portent six dents chacun, et les diastèmes (espaces entre les dents) de la mâchoire supérieure sont étroits. Alors qu'il fut précédemment suggéré que Peloneustes aurait eu des os nasaux (os bordant les narines externes), des spécimens bien conservés indiquent que ce n'est pas le cas. Les os frontaux (os bordant les orbites) de Peloneustes contactent à la fois les orbites et les narines externes, un trait distinctif de Peloneustes. Il y a eu une certaine incertitude quant à savoir si Peloneustes avait ou non des os lacrymaux (os bordant les bords antérieurs et inférieurs des orbites) en raison de la mauvaise conservation de certains fossiles. Cependant, des spécimens bien conservés indiquent que les os lacrymaux sont des os distincts comme chez les autres pliosauridés, par opposition aux extensions des os jugaux (os bordant les bords inférieurs et arrière des orbites). Le palais de Peloneustes est plat et porte de nombreuses ouvertures, incluant les narines internes (ouvertures du passage nasal dans la bouche). Ces ouvertures entrent en contact par des os palatins, une configuration utilisée pour identifier ce genre. Le parasphénoïde (l'os formant la partie avant inférieure du neurocrâne), porte un long processus cultriforme (une projection vers l'avant du neurocrâne) qui est visible lorsque le palais est vu de dessous, une autre caractéristique distinctive de Peloneustes. L'os occipital (partie arrière du crâne) de Peloneustes est ouvert, portant de grandes fosses.
Peloneustes est connu pour de nombreuses mandibules, dont certaines sont bien conservées. La plus longue d'entre elles mesure 87,7 cm. La symphyse mandibulaire est allongée, représentant environ un tiers de la longueur totale de la mandibule. Derrière la symphyse, les deux côtés de la mandibule divergent avant de se recourber délicatement vers l'intérieur et près de l'extrémité postérieure. Chaque os dentaire (l'os portant les dents dans la mandibule chez les diapsides), a entre 36 et 44 dents, dont 13 à 15 sont situées sur la symphyse. Les deuxième à septième alvéoles dentaires sont plus grandes que celles situées plus en arrière, et la symphyse mandibulaire est plus large autour des cinquième et sixième. En plus des caractéristiques des dents de la mandibule, Peloneustes peut également être identifié par ses processus coronoïdes (os mandibulaires internes supérieurs), qui contribuent à la symphyse mandibulaire. Entre les rangées de dents, la symphyse mandibulaire porte une crête surélevée où les os dentaires se rencontrent. Il s'agit d'une caractéristique unique de Peloneustes, que l'on ne retrouve chez aucun autre plésiosaure. La glène mandibulaire, la prise de l'articulation de la mâchoire, est large, en forme de rein et inclinée vers le haut et vers l'intérieur.

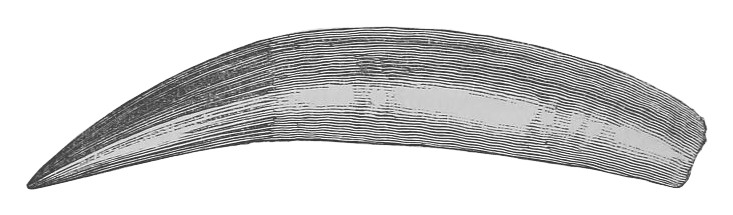
Dent de Peloneustes.

Les dents de Peloneustes sont circulaires en section transversale, comme on le voit chez d'autres pliosauridés de son époque. Les dents ont la forme de cônes recourbés. L'émail des couronnes porte des crêtes verticales régulièrement espacées de longueur variable sur tous les côtés. Ces crêtes sont plus concentrées sur le bord concave des dents. La plupart des crêtes s'étendent de la moitié aux deux tiers de la hauteur totale de la couronne, peu atteignant réellement le foramen apical de la dent. La dentition de Peloneustes est hétérodonte, c'est-à-dire que les dents sont de formes différentes. Les plus grandes dents sont caniniformes et sont situées à l'avant des mâchoires, tandis que les petites dents sont plus nettement recourbées, robustes, et situées plus en arrière.

### Squelette postcrânien

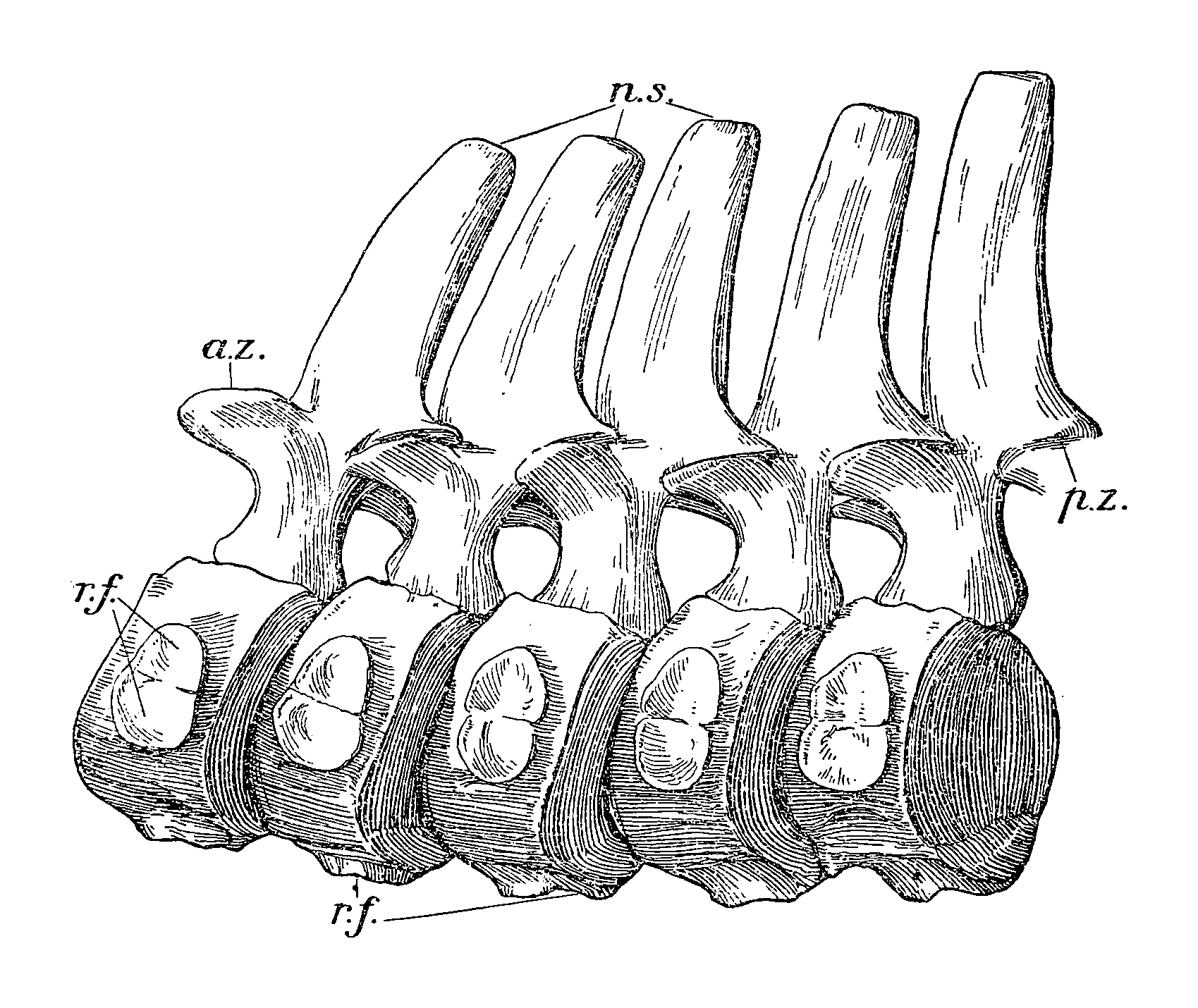
Vertèbres cervicales moyennes du spécimen NHMUK R3318.

En 1913, sur la base de spécimens de la collection Leeds, Andrews rapporte que Peloneustes aurait eu 21 à 22 vertèbres cervicales, 2 à 3 vertèbres pectorales et environ 20 vertèbres dorsales, le nombre exact de vertèbres sacrées et caudales étant inconnu selon lui:47, 52. Cependant, la même année, Linder signale 19 vertèbres cervicales, 5 vertèbres pectorales, 20 vertèbres dorsales, 2 vertèbres sacrées et au moins 17 vertèbres caudales à Peloneustes, sur la base d'un spécimen de l'Institut für Geowissenschaften, à l'université de Tübingen,. Les deux premières vertèbres cervicales, l'atlas et l'axis, sont fusionnées chez les adultes, mais chez les juvéniles, elles sont présentes sous forme de plusieurs éléments non fusionnés:47. L'intercentrum (partie du corps vertébral) de l'axis est à peu près rectangulaire, s'étendant sous le centrum (corps vertébral) de l'atlas. Les vertèbres cervicales portent de hautes épines neurales qui sont comprimées d'un côté à l'autre,:50. Les centra cervicaux sont environ deux fois moins longs que larges. Ils portent des surfaces articulaires fortement concaves, avec un rebord proéminent autour du bord inférieur des vertèbres situées vers l'avant de la série. Chaque centrum cervical a une crête solide le long de la ligne médiane de sa face inférieure. La plupart des côtes cervicales portent deux têtes séparées par une encoche:53.
Les vertèbres pectorales portent des articulations pour leurs côtes respectives, partiellement sur leurs arcs central et neural. Après ces vertèbres se trouvent les vertèbres dorsales, qui sont plus allongées que les vertèbres cervicales et ont des épines neurales plus courtes. Les vertèbres sacrées et caudales ont toutes deux des centra moins allongés qui sont plus larges que hauts. De nombreuses côtes de la hanche et de la base de la queue portent des extrémités externes élargies qui semblent s'articuler les unes avec les autres. Andrews émet l'hypothèse en 1913 que cette configuration aurait raidi la queue, peut-être pour soutenir les gros membres postérieurs. Les dernières vertèbres caudales diminuent fortement de taille et auraient supporté des chevrons proportionnellement plus grands que les vertèbres caudales situées plus en avant. Andrews émet également l'hypothèse que cette morphologie était peut-être présente pour soutenir une petite structure en forme de nageoire caudale:52-53. D'autres plésiosaures auraient eux des nageoires caudales, avec des impressions d'une telle structure peut-être connues chez une espèce.
La ceinture scapulaire de Peloneustes est grande, mais pas aussi lourdement construite que chez certains autres plésiosaures. Les coracoïdes sont les plus gros os de la ceinture scapulaire et ont la forme d'une plaque. L'articulation de l'épaule est formée à la fois par l'omoplate et le coracoïde, les deux os formant un angle de 70° l'un avec l'autre. Les omoplates sont de forme typique pour un pliosauridé et triradié, portant trois saillies proéminentes. La branche dorsale est dirigée vers l'extérieur, vers le haut et vers l'arrière:55,. Le dessous de chaque omoplate porte une crête dirigée vers le bord avant de sa branche ventrale. Les branches ventrales des deux omoplates sont séparées l'une de l'autre par un os triangulaire appelé interclavicule. Comme on le voit chez d'autres pliosaures, le bassin de Peloneustes porte des ischions et des os pubiens larges et plats. Le troisième os pelvien, l'ilium, est plus petit et allongé, s'articulant avec l'ischion. L'extrémité supérieure de l'ilium présente une grande variation au sein de P. philarchus, avec deux formes connues, l'une avec un bord supérieur arrondi, l'autre avec un bord supérieur plat et ayant une forme plus anguleuse:55-56, 58-60.
Les membres postérieurs de Peloneustes sont plus longs que ses membres antérieurs, le fémur étant plus long que l'humérus, bien que l'humérus soit le plus robuste des deux os:57, 60. Le radius est approximativement aussi large que long, contrairement à l'ulna, qui est plus large que long. Le radius est le plus grand de ces deux os:58. Le tibia est plus gros que le péroné et est plus long que large, tandis que le péroné est plus large que long chez certains spécimens. Les métacarpiens, les métatarsiens et les phalanges manuelles proximales sont aplatis. La plupart des phalanges des deux membres sont arrondies en section transversale et toutes ont des constrictions proéminentes au milieu. Le nombre de phalanges dans chaque doigt est actuellement inconnu aussi bien dans les membres antérieurs comme postérieurs:58, 62.

## Classification

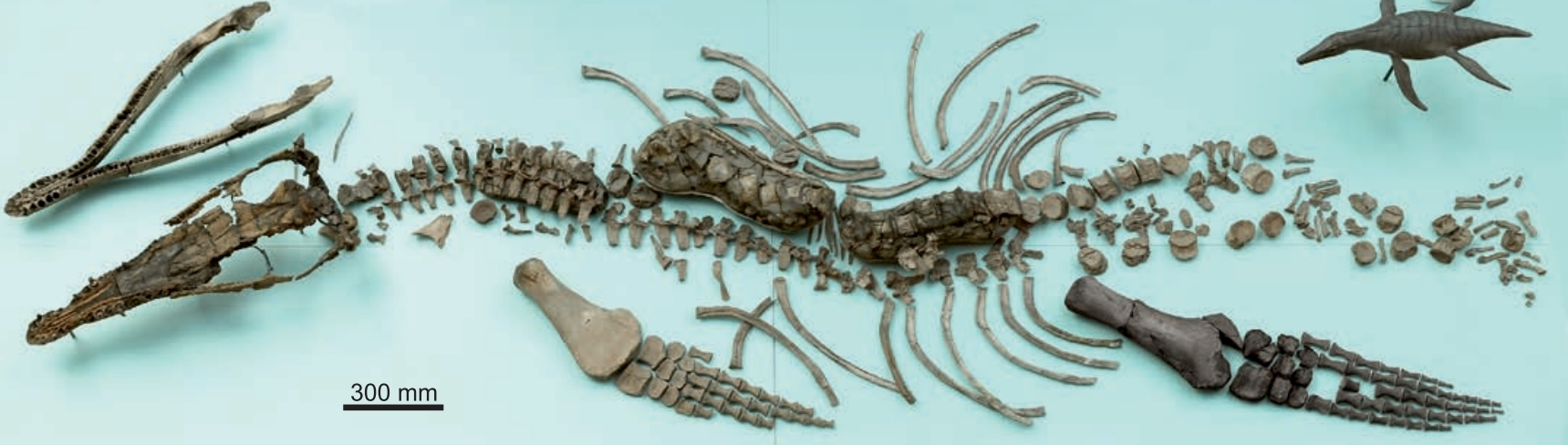
Squelette d’Eardasaurus, un autre pliosauridé d'Oxford Clay, exposée au musée d'histoire naturelle de l'université d'Oxford, en Angleterre.

Seeley décrit initialement Peloneustes comme une espèce de Plesiosaurus, ce qui fut une pratique assez courante, la portée des genres étant similaire à ce qui est actuellement utilisé pour les familles lors de cette époque:7. En 1874, Seeley nomme une nouvelle famille de plésiosaures, Pliosauridae, pour contenir des représentants similaires à Pliosaurus. En 1890, Lydekker place Peloneustes dans cette famille, auquel il a toujours été attribué depuis,:1,,. La relation exacte entre les pliosauridés et les autres plésiosaures est incertaine. En 1940, le paléontologue Theodore E. White considère les pliosauridés comme des proches parents des Elasmosauridae sur la base de l'anatomie des épaules. Cependant, en 1943, le paléontologue Samuel Paul Welles pense que les pliosauridés ressemblent davantage aux Polycotylidae, car les deux taxons ont tous de grands crânes et des cous courts, entre autres caractéristiques. Il regroupe ces deux familles dans la super-famille des Pliosauroidea, avec d'autres plésiosaures formant la super-famille des Plesiosauroidea,. Une autre famille de plésiosaures, Rhomaleosauridae, a depuis été attribuée aux Pliosauroidea,, tandis que les Polycotylidae ont été réaffecté aux Plesiosauroidea,. En 2012, Benson et ses collègues récupèrent une topologie différente, les Pliosauridae s’avérant être plus étroitement liés aux Plesiosauroidea qu'aux Rhomaleosauridae. Ce clade réunissant les pliosauridés et les plésiosauroïdes est nommé Neoplesiosauria.

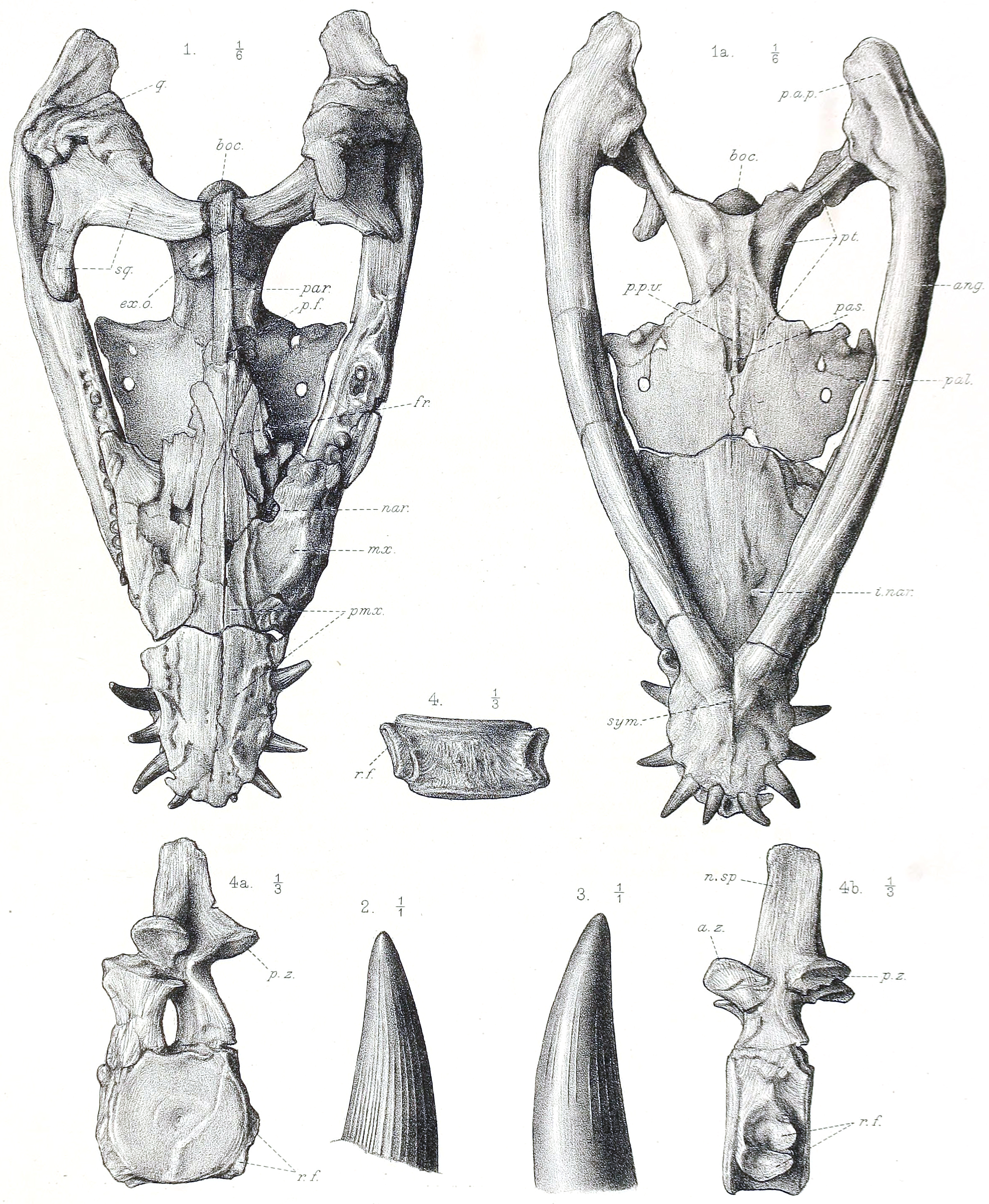
Crâne, dents et vertèbres de Simolestes vorax, un pliosauridé également connu d'Oxford Clay.

Au sein des Pliosauridae, la position phylogénétique exacte de Peloneustes est incertaine. En 1889, Lydekker considère que Peloneustes représenterait une forme transitionnelle situé entre Pliosaurus et les plésiosaures antérieurs, bien qu'il trouve peu probable que Peloneustes soit l'ancêtre de Pliosaurus. En 1960, Tarlo considère Peloneustes comme un proche parent de Pliosaurus, puisque les deux taxons ont des symphyses mandibulaires allongées. En 2001, O'Keefe le récupère en tant que membre basal de cette famille, en dehors d'un groupe comprenant Liopleurodon, Pliosaurus et Brachauchenius,. Cependant, en 2008, les paléontologues Adam S. Smith et Gareth J. Dyke considèrent que Peloneustes serait le taxon frère de Pliosaurus,. En 2013, Benson et le paléontologue Patrick S. Druckenmiller (en) nomment un nouveau clade au sein des Pliosauridae, appelé Thalassophonea. Ce clade comprend les pliosauridés « classiques » à cou court tout en excluant les formes antérieures aux longs cous plus graciles, Peloneustes s'avérant être le membre le plus basal de ce groupe. Des études ultérieures découvrent une position similaire pour Peloneustes,,.
Ci-dessous, le cladogramme simplifié du clade Thalassophonea basée d'après Ketchum & Benson (2022) :
|  | Liopleurodon                                                   |
|  |                                                                |
|  | \| \| Pliosaurus \| \| \| \| \| \| Brachaucheninae \| \| \| \| |
|  |                                                                |
|  | Pliosaurus                                                     |
|  |                                                                |
|  | Brachaucheninae                                                |
|  |                                                                |

|  | Pliosaurus      |
|  |                 |
|  | Brachaucheninae |
|  |                 |

|  | Liopleurodon                                                   |
|  |                                                                |
|  | \| \| Pliosaurus \| \| \| \| \| \| Brachaucheninae \| \| \| \| |
|  |                                                                |
|  | Pliosaurus                                                     |
|  |                                                                |
|  | Brachaucheninae                                                |
|  |                                                                |

|  | Pliosaurus      |
|  |                 |
|  | Brachaucheninae |
|  |                 |

|  | Liopleurodon                                                   |
|  |                                                                |
|  | \| \| Pliosaurus \| \| \| \| \| \| Brachaucheninae \| \| \| \| |
|  |                                                                |
|  | Pliosaurus                                                     |
|  |                                                                |
|  | Brachaucheninae                                                |
|  |                                                                |

|  | Pliosaurus      |
|  |                 |
|  | Brachaucheninae |
|  |                 |

|  | Liopleurodon                                                   |
|  |                                                                |
|  | \| \| Pliosaurus \| \| \| \| \| \| Brachaucheninae \| \| \| \| |
|  |                                                                |
|  | Pliosaurus                                                     |
|  |                                                                |
|  | Brachaucheninae                                                |
|  |                                                                |

|  | Pliosaurus      |
|  |                 |
|  | Brachaucheninae |
|  |                 |

|  | Liopleurodon                                                   |
|  |                                                                |
|  | \| \| Pliosaurus \| \| \| \| \| \| Brachaucheninae \| \| \| \| |
|  |                                                                |
|  | Pliosaurus                                                     |
|  |                                                                |
|  | Brachaucheninae                                                |
|  |                                                                |

|  | Pliosaurus      |
|  |                 |
|  | Brachaucheninae |
|  |                 |

|  | Liopleurodon                                                   |
|  |                                                                |
|  | \| \| Pliosaurus \| \| \| \| \| \| Brachaucheninae \| \| \| \| |
|  |                                                                |
|  | Pliosaurus                                                     |
|  |                                                                |
|  | Brachaucheninae                                                |
|  |                                                                |

|  | Pliosaurus      |
|  |                 |
|  | Brachaucheninae |
|  |                 |

|  | Liopleurodon                                                   |
|  |                                                                |
|  | \| \| Pliosaurus \| \| \| \| \| \| Brachaucheninae \| \| \| \| |
|  |                                                                |
|  | Pliosaurus                                                     |
|  |                                                                |
|  | Brachaucheninae                                                |
|  |                                                                |

|  | Pliosaurus      |
|  |                 |
|  | Brachaucheninae |
|  |                 |

|  | Liopleurodon                                                   |
|  |                                                                |
|  | \| \| Pliosaurus \| \| \| \| \| \| Brachaucheninae \| \| \| \| |
|  |                                                                |
|  | Pliosaurus                                                     |
|  |                                                                |
|  | Brachaucheninae                                                |
|  |                                                                |

|  | Pliosaurus      |
|  |                 |
|  | Brachaucheninae |
|  |                 |

|  | Liopleurodon                                                   |
|  |                                                                |
|  | \| \| Pliosaurus \| \| \| \| \| \| Brachaucheninae \| \| \| \| |
|  |                                                                |
|  | Pliosaurus                                                     |
|  |                                                                |
|  | Brachaucheninae                                                |
|  |                                                                |

|  | Pliosaurus      |
|  |                 |
|  | Brachaucheninae |
|  |                 |

|  | Liopleurodon                                                   |
|  |                                                                |
|  | \| \| Pliosaurus \| \| \| \| \| \| Brachaucheninae \| \| \| \| |
|  |                                                                |
|  | Pliosaurus                                                     |
|  |                                                                |
|  | Brachaucheninae                                                |
|  |                                                                |

|  | Pliosaurus      |
|  |                 |
|  | Brachaucheninae |
|  |                 |

|  | Liopleurodon                                                   |
|  |                                                                |
|  | \| \| Pliosaurus \| \| \| \| \| \| Brachaucheninae \| \| \| \| |
|  |                                                                |
|  | Pliosaurus                                                     |
|  |                                                                |
|  | Brachaucheninae                                                |
|  |                                                                |

|  | Pliosaurus      |
|  |                 |
|  | Brachaucheninae |
|  |                 |

|  | Liopleurodon                                                   |
|  |                                                                |
|  | \| \| Pliosaurus \| \| \| \| \| \| Brachaucheninae \| \| \| \| |
|  |                                                                |
|  | Pliosaurus                                                     |
|  |                                                                |
|  | Brachaucheninae                                                |
|  |                                                                |

|  | Pliosaurus      |
|  |                 |
|  | Brachaucheninae |
|  |                 |

|  | Liopleurodon                                                   |
|  |                                                                |
|  | \| \| Pliosaurus \| \| \| \| \| \| Brachaucheninae \| \| \| \| |
|  |                                                                |
|  | Pliosaurus                                                     |
|  |                                                                |
|  | Brachaucheninae                                                |
|  |                                                                |

|  | Pliosaurus      |
|  |                 |
|  | Brachaucheninae |
|  |                 |

|  | Liopleurodon                                                   |
|  |                                                                |
|  | \| \| Pliosaurus \| \| \| \| \| \| Brachaucheninae \| \| \| \| |
|  |                                                                |
|  | Pliosaurus                                                     |
|  |                                                                |
|  | Brachaucheninae                                                |
|  |                                                                |

|  | Pliosaurus      |
|  |                 |
|  | Brachaucheninae |
|  |                 |

|  | Liopleurodon                                                   |
|  |                                                                |
|  | \| \| Pliosaurus \| \| \| \| \| \| Brachaucheninae \| \| \| \| |
|  |                                                                |
|  | Pliosaurus                                                     |
|  |                                                                |
|  | Brachaucheninae                                                |
|  |                                                                |

|  | Pliosaurus      |
|  |                 |
|  | Brachaucheninae |
|  |                 |

|  | Liopleurodon                                                   |
|  |                                                                |
|  | \| \| Pliosaurus \| \| \| \| \| \| Brachaucheninae \| \| \| \| |
|  |                                                                |
|  | Pliosaurus                                                     |
|  |                                                                |
|  | Brachaucheninae                                                |
|  |                                                                |

|  | Pliosaurus      |
|  |                 |
|  | Brachaucheninae |
|  |                 |

|  | Liopleurodon                                                   |
|  |                                                                |
|  | \| \| Pliosaurus \| \| \| \| \| \| Brachaucheninae \| \| \| \| |
|  |                                                                |
|  | Pliosaurus                                                     |
|  |                                                                |
|  | Brachaucheninae                                                |
|  |                                                                |

|  | Pliosaurus      |
|  |                 |
|  | Brachaucheninae |
|  |                 |

|  | Liopleurodon                                                   |
|  |                                                                |
|  | \| \| Pliosaurus \| \| \| \| \| \| Brachaucheninae \| \| \| \| |
|  |                                                                |
|  | Pliosaurus                                                     |
|  |                                                                |
|  | Brachaucheninae                                                |
|  |                                                                |

|  | Pliosaurus      |
|  |                 |
|  | Brachaucheninae |
|  |                 |

|  | Liopleurodon                                                   |
|  |                                                                |
|  | \| \| Pliosaurus \| \| \| \| \| \| Brachaucheninae \| \| \| \| |
|  |                                                                |
|  | Pliosaurus                                                     |
|  |                                                                |
|  | Brachaucheninae                                                |
|  |                                                                |

|  | Pliosaurus      |
|  |                 |
|  | Brachaucheninae |
|  |                 |

|  | Liopleurodon                                                   |
|  |                                                                |
|  | \| \| Pliosaurus \| \| \| \| \| \| Brachaucheninae \| \| \| \| |
|  |                                                                |
|  | Pliosaurus                                                     |
|  |                                                                |
|  | Brachaucheninae                                                |
|  |                                                                |

|  | Pliosaurus      |
|  |                 |
|  | Brachaucheninae |
|  |                 |

|  | Liopleurodon                                                   |
|  |                                                                |
|  | \| \| Pliosaurus \| \| \| \| \| \| Brachaucheninae \| \| \| \| |
|  |                                                                |
|  | Pliosaurus                                                     |
|  |                                                                |
|  | Brachaucheninae                                                |
|  |                                                                |

|  | Pliosaurus      |
|  |                 |
|  | Brachaucheninae |
|  |                 |

|  | Liopleurodon                                                   |
|  |                                                                |
|  | \| \| Pliosaurus \| \| \| \| \| \| Brachaucheninae \| \| \| \| |
|  |                                                                |
|  | Pliosaurus                                                     |
|  |                                                                |
|  | Brachaucheninae                                                |
|  |                                                                |

|  | Pliosaurus      |
|  |                 |
|  | Brachaucheninae |
|  |                 |

|  | Liopleurodon                                                   |
|  |                                                                |
|  | \| \| Pliosaurus \| \| \| \| \| \| Brachaucheninae \| \| \| \| |
|  |                                                                |
|  | Pliosaurus                                                     |
|  |                                                                |
|  | Brachaucheninae                                                |
|  |                                                                |

|  | Pliosaurus      |
|  |                 |
|  | Brachaucheninae |
|  |                 |

|  | Liopleurodon                                                   |
|  |                                                                |
|  | \| \| Pliosaurus \| \| \| \| \| \| Brachaucheninae \| \| \| \| |
|  |                                                                |
|  | Pliosaurus                                                     |
|  |                                                                |
|  | Brachaucheninae                                                |
|  |                                                                |

|  | Pliosaurus      |
|  |                 |
|  | Brachaucheninae |
|  |                 |

|  | Liopleurodon                                                   |
|  |                                                                |
|  | \| \| Pliosaurus \| \| \| \| \| \| Brachaucheninae \| \| \| \| |
|  |                                                                |
|  | Pliosaurus                                                     |
|  |                                                                |
|  | Brachaucheninae                                                |
|  |                                                                |

|  | Pliosaurus      |
|  |                 |
|  | Brachaucheninae |
|  |                 |

|  | Liopleurodon                                                   |
|  |                                                                |
|  | \| \| Pliosaurus \| \| \| \| \| \| Brachaucheninae \| \| \| \| |
|  |                                                                |
|  | Pliosaurus                                                     |
|  |                                                                |
|  | Brachaucheninae                                                |
|  |                                                                |

|  | Pliosaurus      |
|  |                 |
|  | Brachaucheninae |
|  |                 |

|  | Liopleurodon                                                   |
|  |                                                                |
|  | \| \| Pliosaurus \| \| \| \| \| \| Brachaucheninae \| \| \| \| |
|  |                                                                |
|  | Pliosaurus                                                     |
|  |                                                                |
|  | Brachaucheninae                                                |
|  |                                                                |

|  | Pliosaurus      |
|  |                 |
|  | Brachaucheninae |
|  |                 |

|  | Liopleurodon                                                   |
|  |                                                                |
|  | \| \| Pliosaurus \| \| \| \| \| \| Brachaucheninae \| \| \| \| |
|  |                                                                |
|  | Pliosaurus                                                     |
|  |                                                                |
|  | Brachaucheninae                                                |
|  |                                                                |

|  | Pliosaurus      |
|  |                 |
|  | Brachaucheninae |
|  |                 |

|  | Liopleurodon                                                   |
|  |                                                                |
|  | \| \| Pliosaurus \| \| \| \| \| \| Brachaucheninae \| \| \| \| |
|  |                                                                |
|  | Pliosaurus                                                     |
|  |                                                                |
|  | Brachaucheninae                                                |
|  |                                                                |

|  | Pliosaurus      |
|  |                 |
|  | Brachaucheninae |
|  |                 |

|  | Liopleurodon                                                   |
|  |                                                                |
|  | \| \| Pliosaurus \| \| \| \| \| \| Brachaucheninae \| \| \| \| |
|  |                                                                |
|  | Pliosaurus                                                     |
|  |                                                                |
|  | Brachaucheninae                                                |
|  |                                                                |

|  | Pliosaurus      |
|  |                 |
|  | Brachaucheninae |
|  |                 |

|  | Liopleurodon                                                   |
|  |                                                                |
|  | \| \| Pliosaurus \| \| \| \| \| \| Brachaucheninae \| \| \| \| |
|  |                                                                |
|  | Pliosaurus                                                     |
|  |                                                                |
|  | Brachaucheninae                                                |
|  |                                                                |

|  | Pliosaurus      |
|  |                 |
|  | Brachaucheninae |
|  |                 |

|  | Liopleurodon                                                   |
|  |                                                                |
|  | \| \| Pliosaurus \| \| \| \| \| \| Brachaucheninae \| \| \| \| |
|  |                                                                |
|  | Pliosaurus                                                     |
|  |                                                                |
|  | Brachaucheninae                                                |
|  |                                                                |

|  | Pliosaurus      |
|  |                 |
|  | Brachaucheninae |
|  |                 |

|  | Liopleurodon                                                   |
|  |                                                                |
|  | \| \| Pliosaurus \| \| \| \| \| \| Brachaucheninae \| \| \| \| |
|  |                                                                |
|  | Pliosaurus                                                     |
|  |                                                                |
|  | Brachaucheninae                                                |
|  |                                                                |

|  | Pliosaurus      |
|  |                 |
|  | Brachaucheninae |
|  |                 |

|  | Liopleurodon                                                   |
|  |                                                                |
|  | \| \| Pliosaurus \| \| \| \| \| \| Brachaucheninae \| \| \| \| |
|  |                                                                |
|  | Pliosaurus                                                     |
|  |                                                                |
|  | Brachaucheninae                                                |
|  |                                                                |

|  | Pliosaurus      |
|  |                 |
|  | Brachaucheninae |
|  |                 |

|  | Liopleurodon                                                   |
|  |                                                                |
|  | \| \| Pliosaurus \| \| \| \| \| \| Brachaucheninae \| \| \| \| |
|  |                                                                |
|  | Pliosaurus                                                     |
|  |                                                                |
|  | Brachaucheninae                                                |
|  |                                                                |

|  | Pliosaurus      |
|  |                 |
|  | Brachaucheninae |
|  |                 |

|  | Liopleurodon                                                   |
|  |                                                                |
|  | \| \| Pliosaurus \| \| \| \| \| \| Brachaucheninae \| \| \| \| |
|  |                                                                |
|  | Pliosaurus                                                     |
|  |                                                                |
|  | Brachaucheninae                                                |
|  |                                                                |

|  | Pliosaurus      |
|  |                 |
|  | Brachaucheninae |
|  |                 |

|  | Liopleurodon                                                   |
|  |                                                                |
|  | \| \| Pliosaurus \| \| \| \| \| \| Brachaucheninae \| \| \| \| |
|  |                                                                |
|  | Pliosaurus                                                     |
|  |                                                                |
|  | Brachaucheninae                                                |
|  |                                                                |

|  | Pliosaurus      |
|  |                 |
|  | Brachaucheninae |
|  |                 |

|  | Liopleurodon                                                   |
|  |                                                                |
|  | \| \| Pliosaurus \| \| \| \| \| \| Brachaucheninae \| \| \| \| |
|  |                                                                |
|  | Pliosaurus                                                     |
|  |                                                                |
|  | Brachaucheninae                                                |
|  |                                                                |

|  | Pliosaurus      |
|  |                 |
|  | Brachaucheninae |
|  |                 |

|  | Liopleurodon                                                   |
|  |                                                                |
|  | \| \| Pliosaurus \| \| \| \| \| \| Brachaucheninae \| \| \| \| |
|  |                                                                |
|  | Pliosaurus                                                     |
|  |                                                                |
|  | Brachaucheninae                                                |
|  |                                                                |

|  | Pliosaurus      |
|  |                 |
|  | Brachaucheninae |
|  |                 |

|  | Liopleurodon                                                   |
|  |                                                                |
|  | \| \| Pliosaurus \| \| \| \| \| \| Brachaucheninae \| \| \| \| |
|  |                                                                |
|  | Pliosaurus                                                     |
|  |                                                                |
|  | Brachaucheninae                                                |
|  |                                                                |

|  | Pliosaurus      |
|  |                 |
|  | Brachaucheninae |
|  |                 |

|  | Liopleurodon                                                   |
|  |                                                                |
|  | \| \| Pliosaurus \| \| \| \| \| \| Brachaucheninae \| \| \| \| |
|  |                                                                |
|  | Pliosaurus                                                     |
|  |                                                                |
|  | Brachaucheninae                                                |
|  |                                                                |

|  | Pliosaurus      |
|  |                 |
|  | Brachaucheninae |
|  |                 |

|  | Liopleurodon                                                   |
|  |                                                                |
|  | \| \| Pliosaurus \| \| \| \| \| \| Brachaucheninae \| \| \| \| |
|  |                                                                |
|  | Pliosaurus                                                     |
|  |                                                                |
|  | Brachaucheninae                                                |
|  |                                                                |

|  | Pliosaurus      |
|  |                 |
|  | Brachaucheninae |
|  |                 |

|  | Liopleurodon                                                   |
|  |                                                                |
|  | \| \| Pliosaurus \| \| \| \| \| \| Brachaucheninae \| \| \| \| |
|  |                                                                |
|  | Pliosaurus                                                     |
|  |                                                                |
|  | Brachaucheninae                                                |
|  |                                                                |

|  | Pliosaurus      |
|  |                 |
|  | Brachaucheninae |
|  |                 |

|  | Liopleurodon                                                   |
|  |                                                                |
|  | \| \| Pliosaurus \| \| \| \| \| \| Brachaucheninae \| \| \| \| |
|  |                                                                |
|  | Pliosaurus                                                     |
|  |                                                                |
|  | Brachaucheninae                                                |
|  |                                                                |

|  | Pliosaurus      |
|  |                 |
|  | Brachaucheninae |
|  |                 |

|  | Liopleurodon                                                   |
|  |                                                                |
|  | \| \| Pliosaurus \| \| \| \| \| \| Brachaucheninae \| \| \| \| |
|  |                                                                |
|  | Pliosaurus                                                     |
|  |                                                                |
|  | Brachaucheninae                                                |
|  |                                                                |

|  | Pliosaurus      |
|  |                 |
|  | Brachaucheninae |
|  |                 |

|  | Liopleurodon                                                   |
|  |                                                                |
|  | \| \| Pliosaurus \| \| \| \| \| \| Brachaucheninae \| \| \| \| |
|  |                                                                |
|  | Pliosaurus                                                     |
|  |                                                                |
|  | Brachaucheninae                                                |
|  |                                                                |

|  | Pliosaurus      |
|  |                 |
|  | Brachaucheninae |
|  |                 |

|  | Liopleurodon                                                   |
|  |                                                                |
|  | \| \| Pliosaurus \| \| \| \| \| \| Brachaucheninae \| \| \| \| |
|  |                                                                |
|  | Pliosaurus                                                     |
|  |                                                                |
|  | Brachaucheninae                                                |
|  |                                                                |

|  | Pliosaurus      |
|  |                 |
|  | Brachaucheninae |
|  |                 |

|  | Liopleurodon                                                   |
|  |                                                                |
|  | \| \| Pliosaurus \| \| \| \| \| \| Brachaucheninae \| \| \| \| |
|  |                                                                |
|  | Pliosaurus                                                     |
|  |                                                                |
|  | Brachaucheninae                                                |
|  |                                                                |

|  | Pliosaurus      |
|  |                 |
|  | Brachaucheninae |
|  |                 |

|  | Liopleurodon                                                   |
|  |                                                                |
|  | \| \| Pliosaurus \| \| \| \| \| \| Brachaucheninae \| \| \| \| |
|  |                                                                |
|  | Pliosaurus                                                     |
|  |                                                                |
|  | Brachaucheninae                                                |
|  |                                                                |

|  | Pliosaurus      |
|  |                 |
|  | Brachaucheninae |
|  |                 |

|  | Liopleurodon                                                   |
|  |                                                                |
|  | \| \| Pliosaurus \| \| \| \| \| \| Brachaucheninae \| \| \| \| |
|  |                                                                |
|  | Pliosaurus                                                     |
|  |                                                                |
|  | Brachaucheninae                                                |
|  |                                                                |

|  | Pliosaurus      |
|  |                 |
|  | Brachaucheninae |
|  |                 |

|  | Liopleurodon                                                   |
|  |                                                                |
|  | \| \| Pliosaurus \| \| \| \| \| \| Brachaucheninae \| \| \| \| |
|  |                                                                |
|  | Pliosaurus                                                     |
|  |                                                                |
|  | Brachaucheninae                                                |
|  |                                                                |

|  | Pliosaurus      |
|  |                 |
|  | Brachaucheninae |
|  |                 |

|  | Liopleurodon                                                   |
|  |                                                                |
|  | \| \| Pliosaurus \| \| \| \| \| \| Brachaucheninae \| \| \| \| |
|  |                                                                |
|  | Pliosaurus                                                     |
|  |                                                                |
|  | Brachaucheninae                                                |
|  |                                                                |

|  | Pliosaurus      |
|  |                 |
|  | Brachaucheninae |
|  |                 |

|  | Liopleurodon                                                   |
|  |                                                                |
|  | \| \| Pliosaurus \| \| \| \| \| \| Brachaucheninae \| \| \| \| |
|  |                                                                |
|  | Pliosaurus                                                     |
|  |                                                                |
|  | Brachaucheninae                                                |
|  |                                                                |

|  | Pliosaurus      |
|  |                 |
|  | Brachaucheninae |
|  |                 |

|  | Liopleurodon                                                   |
|  |                                                                |
|  | \| \| Pliosaurus \| \| \| \| \| \| Brachaucheninae \| \| \| \| |
|  |                                                                |
|  | Pliosaurus                                                     |
|  |                                                                |
|  | Brachaucheninae                                                |
|  |                                                                |

|  | Pliosaurus      |
|  |                 |
|  | Brachaucheninae |
|  |                 |

|  | Liopleurodon                                                   |
|  |                                                                |
|  | \| \| Pliosaurus \| \| \| \| \| \| Brachaucheninae \| \| \| \| |
|  |                                                                |
|  | Pliosaurus                                                     |
|  |                                                                |
|  | Brachaucheninae                                                |
|  |                                                                |

|  | Pliosaurus      |
|  |                 |
|  | Brachaucheninae |
|  |                 |

|  | Liopleurodon                                                   |
|  |                                                                |
|  | \| \| Pliosaurus \| \| \| \| \| \| Brachaucheninae \| \| \| \| |
|  |                                                                |
|  | Pliosaurus                                                     |
|  |                                                                |
|  | Brachaucheninae                                                |
|  |                                                                |

|  | Pliosaurus      |
|  |                 |
|  | Brachaucheninae |
|  |                 |

|  | Liopleurodon                                                   |
|  |                                                                |
|  | \| \| Pliosaurus \| \| \| \| \| \| Brachaucheninae \| \| \| \| |
|  |                                                                |
|  | Pliosaurus                                                     |
|  |                                                                |
|  | Brachaucheninae                                                |
|  |                                                                |

|  | Pliosaurus      |
|  |                 |
|  | Brachaucheninae |
|  |                 |

|  | Liopleurodon                                                   |
|  |                                                                |
|  | \| \| Pliosaurus \| \| \| \| \| \| Brachaucheninae \| \| \| \| |
|  |                                                                |
|  | Pliosaurus                                                     |
|  |                                                                |
|  | Brachaucheninae                                                |
|  |                                                                |

|  | Pliosaurus      |
|  |                 |
|  | Brachaucheninae |
|  |                 |

|  | Liopleurodon                                                   |
|  |                                                                |
|  | \| \| Pliosaurus \| \| \| \| \| \| Brachaucheninae \| \| \| \| |
|  |                                                                |
|  | Pliosaurus                                                     |
|  |                                                                |
|  | Brachaucheninae                                                |
|  |                                                                |

|  | Pliosaurus      |
|  |                 |
|  | Brachaucheninae |
|  |                 |

|  | Liopleurodon                                                   |
|  |                                                                |
|  | \| \| Pliosaurus \| \| \| \| \| \| Brachaucheninae \| \| \| \| |
|  |                                                                |
|  | Pliosaurus                                                     |
|  |                                                                |
|  | Brachaucheninae                                                |
|  |                                                                |

|  | Pliosaurus      |
|  |                 |
|  | Brachaucheninae |
|  |                 |

|  | Liopleurodon                                                   |
|  |                                                                |
|  | \| \| Pliosaurus \| \| \| \| \| \| Brachaucheninae \| \| \| \| |
|  |                                                                |
|  | Pliosaurus                                                     |
|  |                                                                |
|  | Brachaucheninae                                                |
|  |                                                                |

|  | Pliosaurus      |
|  |                 |
|  | Brachaucheninae |
|  |                 |

|  | Liopleurodon                                                   |
|  |                                                                |
|  | \| \| Pliosaurus \| \| \| \| \| \| Brachaucheninae \| \| \| \| |
|  |                                                                |
|  | Pliosaurus                                                     |
|  |                                                                |
|  | Brachaucheninae                                                |
|  |                                                                |

|  | Pliosaurus      |
|  |                 |
|  | Brachaucheninae |
|  |                 |

|  | Liopleurodon                                                   |
|  |                                                                |
|  | \| \| Pliosaurus \| \| \| \| \| \| Brachaucheninae \| \| \| \| |
|  |                                                                |
|  | Pliosaurus                                                     |
|  |                                                                |
|  | Brachaucheninae                                                |
|  |                                                                |

|  | Pliosaurus      |
|  |                 |
|  | Brachaucheninae |
|  |                 |

|  | Liopleurodon                                                   |
|  |                                                                |
|  | \| \| Pliosaurus \| \| \| \| \| \| Brachaucheninae \| \| \| \| |
|  |                                                                |
|  | Pliosaurus                                                     |
|  |                                                                |
|  | Brachaucheninae                                                |
|  |                                                                |

|  | Pliosaurus      |
|  |                 |
|  | Brachaucheninae |
|  |                 |

## Paléobiologie

### Mode de vie

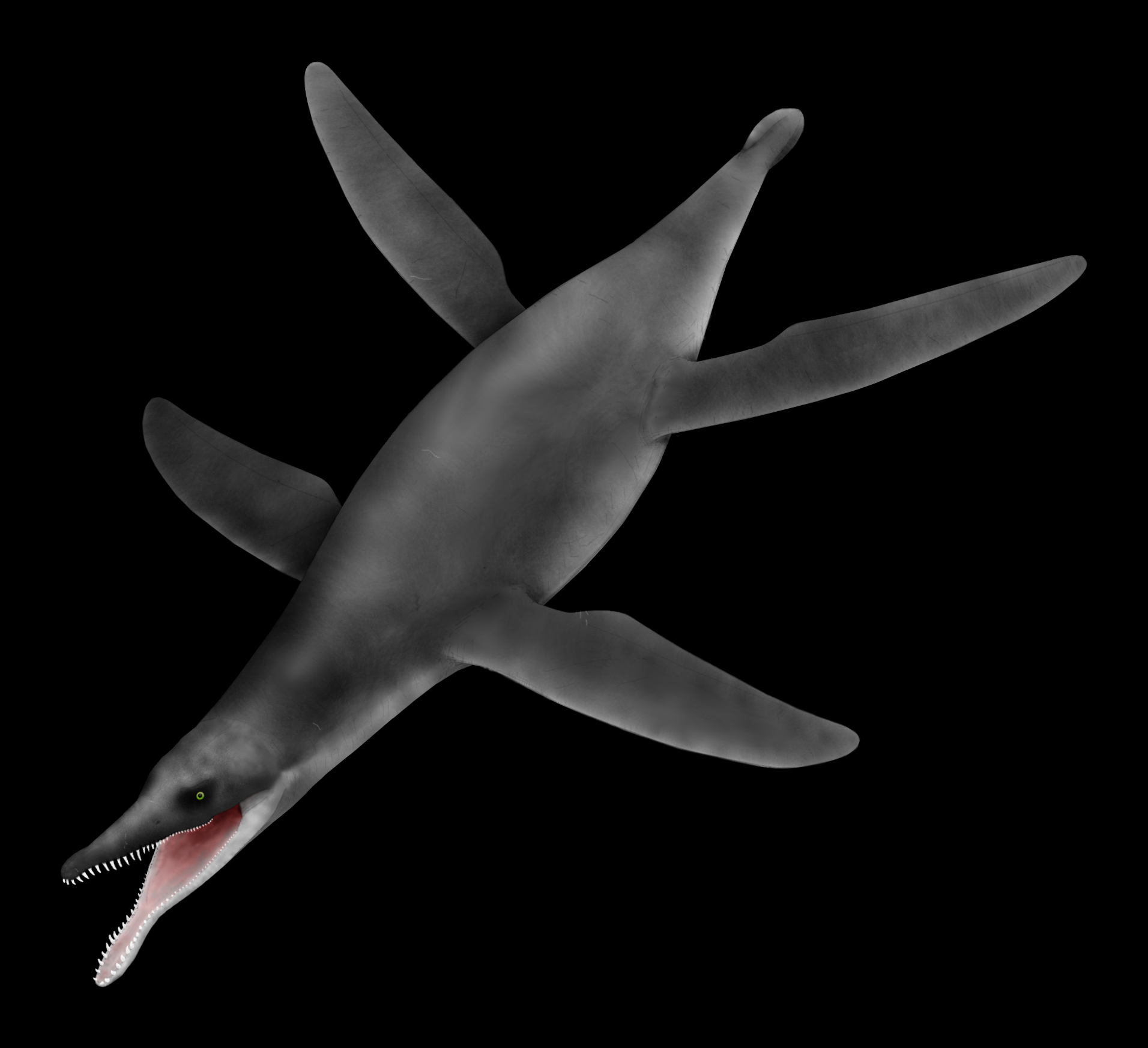
Reconstitution de Peloneustes philarchus.

Les plésiosaures furent bien adaptés à la vie marine,,. Ils ont grandi à des taux comparables à ceux des oiseaux et avaient des métabolismes élevés, indiquant une possible homéothermie et peut-être même de l'endothermie. Le labyrinthe osseux, un creux dans le crâne qui contient un organe sensoriel associé à l'équilibre et à l'orientation, de Peloneustes et d'autres plésiosaures a une forme similaire à celle des tortues marines. Le paléontologue James Neenan et ses collègues émettent l'hypothèse en 2017 que cette forme a probablement évolué parallèlement aux mouvements de battement utilisés par les plésiosaures pour nager, Peloneustes et autres plésiosaures à cou court ayant également des labyrinthes plus petits que les plésiosaures à cou plus long, un schéma également observé chez les cétacés. De plus, Peloneustes avait probablement des glandes à sel dans sa tête pour faire face à une quantité excessive de sel dans son corps. Cependant, Peloneustes semble avoir été un prédateur des vertébrés, qui contiennent moins de sel que les invertébrés, ce qui conduit le paléontologue Leslie Noè à suggérer dans une thèse de 2001 que ces glandes n'auraient pas dû être particulièrement grandes:257. Peloneustes, comme beaucoup d'autres pliosaures, affiche un niveau réduit d'ossification de ses os. Le paléontologue Arthur Cruickshank et ses collègues proposent en 1966 que cela aurait pu aider Peloneustes à maintenir sa flottabilité ou à améliorer sa maniabilité. Une étude réalisée en 2019 par la paléontologue Corinna Fleischle et ses collègues révèlent que les plésiosaures avaient des globules rouges agrandis, en fonction de la morphologie de leurs canaux vasculaires, ce qui les aurait aidés lors de la plongée.
Les plésiosaures tels que Peloneustes utilisaient une méthode de nage connue sous le nom de « vol subaquatique », utilisant leurs nageoires dans une manière semblable à ceux des hydroptères. Les plésiosaures sont inhabituels parmi les reptiles marins en ce sens qu'ils utilisaient leurs quatre membres mais pas les mouvements de la colonne vertébrale pour la propulsion. La queue courte, bien qu'il soit peu probable qu'elle ait été utilisée pour nager, aurait pu aider à stabiliser ou à diriger le plésiosaure,. Les nageoires avant de Peloneustes ont des rapports d'aspect de 6,36, tandis que les nageoires arrière ont des rapports d'aspect de 8,32. Ces rapports sont similaires à ceux des ailes des faucons actuels. En 2001, O'Keefe propose que, tout comme les faucons, les plésiosaures de type « pliosauromorphes » tels que Peloneustes étaient probablement capables de se déplacer rapidement et avec agilité, quoique de manière inefficace, afin de capturer des proies. La modélisation informatique par la paléontologue Susana Gutarra et ses collègues en 2022 révèle qu'en raison de ses grandes nageoires, un plésiosaure aurait produit plus de traînée qu'un cétacé ou un ichthyosaure de taille comparable. Cependant, les plésiosaures contrecarrent cela avec leurs grands troncs et leur taille corporelle. En raison de la réduction de la traînée par leurs corps plus courts et plus profonds, la paléontologue Judith Massare propose en 1988 que les plésiosaures pouvaient rechercher et poursuivre activement leur nourriture au lieu de devoir l'attendre.

### Stratégie d'alimentation

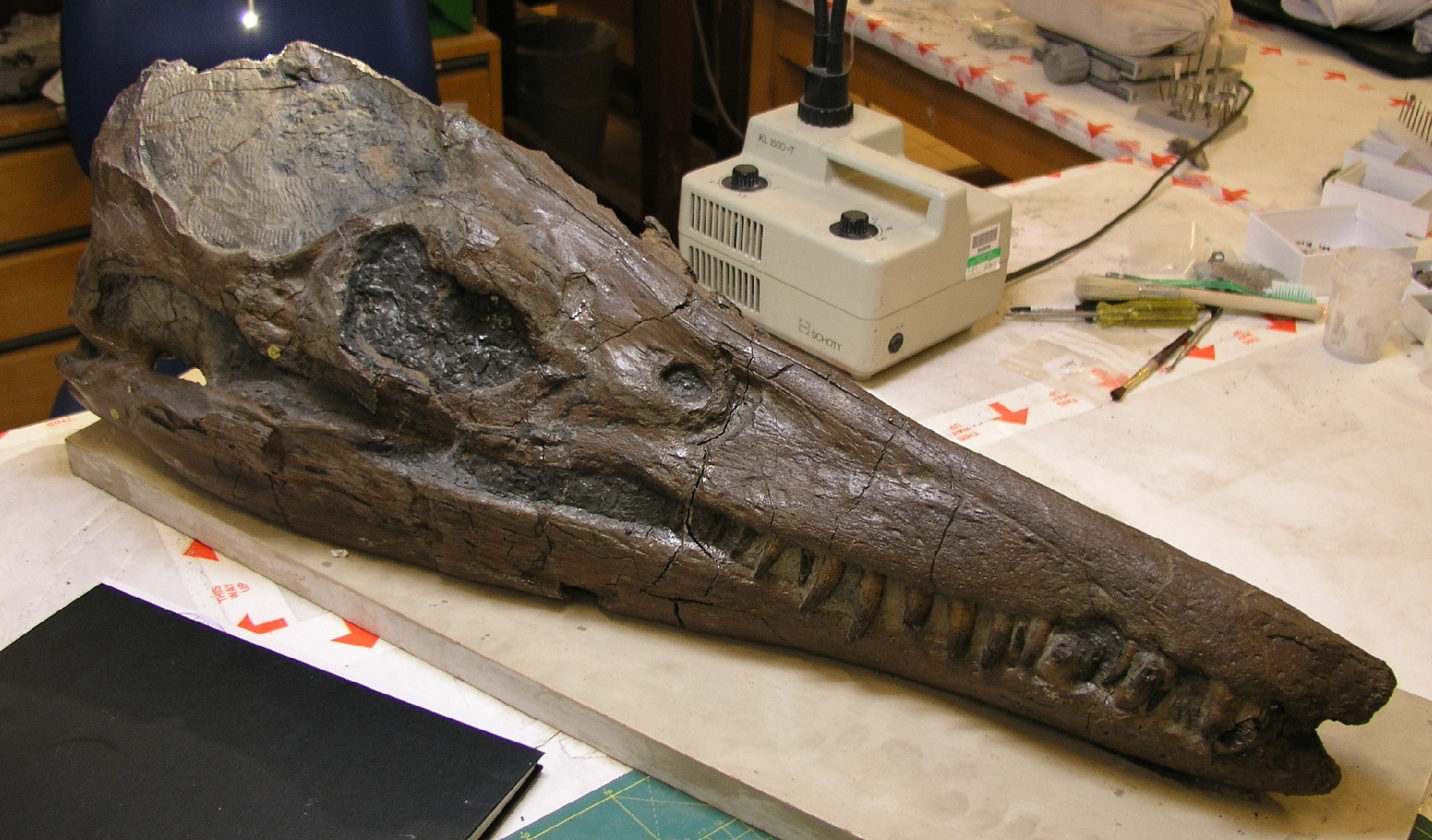
Crâne bien conservé d’un P. philarchus (NHMUK R4058).

Dans une thèse de 2001, le paléontologue colombien Leslie Francis Noè note de nombreuses adaptations dans les crânes de pliosauridés pour la prédation. Pour éviter les dommages lors de l'alimentation, le crâne des pliosauridés comme Peloneustes sont hautement akinétiques, où les os du crâne et de la mandibule sont en grande partie verrouillés en place pour empêcher tout mouvement. Le museau contient des os allongés qui aident à empêcher la flexion et portent une jonction renforcée avec la région faciale pour mieux résister aux contraintes de l'alimentation. Vu de côté, peu de rétrécissement est visible dans la mandibule, ce qui la renforce. La symphyse mandibulaire aurait aidé à donner une morsure uniforme et à empêcher la mandibule de bouger indépendamment. Les processus coronoïdes élargis fournissent une grande et forte région pour l'ancrage des muscles de la mâchoire, bien que cette structure ne soit pas aussi grande chez Peloneustes que chez d'autres pliosauridés contemporains. Les régions où les muscles de la mâchoire furent ancrés sont situées plus en arrière sur le crâne pour éviter toute interférence avec l'alimentation. La glène mandibulaire en forme de rein aurait rendu l'articulation de la mâchoire plus stable et empêché la mandibule de se disloquer. Les dents des pliosauridés sont fermement enracinées et imbriquées, ce qui renforce les bords des mâchoires. Cette configuration fonctionne également bien avec les mouvements de rotation simples auxquels les mâchoires des pliosauridés étaient limitées et renforce les dents contre les luttes des proies. Les plus grandes dents situées à l'avant de la mâchoire auraient été utilisées pour empaler les proies tandis que les plus petites dents en arrière écrasaient et guidaient la proie vers la gorge. Avec leurs larges ouvertures, les pliosauridés n'auraient pas beaucoup transformé leur nourriture avant de l'avaler:193, 236-240.

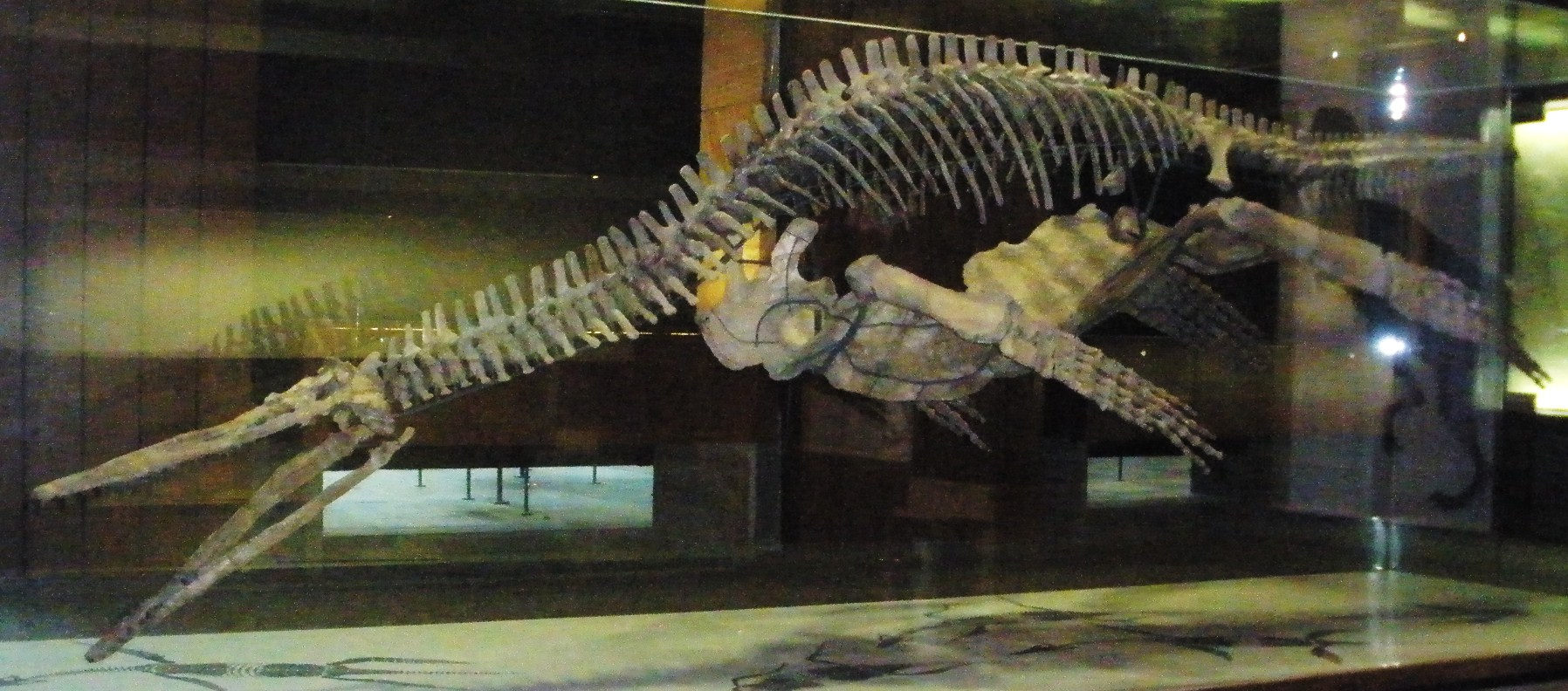
Squelette monté d'un P. philarchus exposée dans le muséum Senckenberg, à Francfort-sur-le-Main, en Allemagne.

Les nombreuses dents de Peloneustes sont rarement cassées, mais montrent souvent des signes d'usure à leurs pointes. Leurs pointes acérées, légèrement incurvées, leur forme gracile et leur espacement proéminent indiquent qu'elles sont construites pour le perçage. Le museau mince et allongé ressemble à celui d'un dauphin. Les morphologies du museau et des dents conduisent Noè à suggérer que Peloneustes était un piscivore. Pour attraper sa proie, Peloneustes aurait rapidement balancé la tête sur le côté. La section transversale à peu près circulaire du museau gracile aurait minimisé la traînée, tandis que les longues mâchoires étaient adaptées pour attraper rapidement des proies mobiles. Le palais plat et élargi et le neurocrâne renforcé de Peloneustes auraient réduit la torsion, la flexion et le cisaillement causés par le long museau. Le neurocrâne renforcé aurait réduit l'absorption des chocs dans la zone du cerveau. Comme la pointe du museau est plus éloignée de l'articulation de la mâchoire, elle aurait exercé une force de morsure plus faible que les régions plus en arrière. Les régions avant des mâchoires de Peloneustes sont allongées, ce qui indique qu'elles auraient été utilisées pour frapper et appréhender rapidement des proies. Ces adaptations indiquent une préférence pour les proies plus petites qui, bien qu'agiles, auraient été moins résistantes et plus faciles à neutraliser. Cependant, Peloneustes aurait encore été capable d'attaquer des poissons de taille modérée. Alors qu'un squelette du spécimen NHMUK R3317 ayant des restes de bélemnite dans son estomac fut attribué à Peloneustes par Andrews en 1910:XVI–XVII, il s'avère être très incomplet et pourrait en fait appartenir au pliosauridé contemporain Simolestes, comme le suggère Noè:233-234, 241-242. Il est également suggéré en 2018 qu'un Peloneustes aurait infligé des marques de morsure à un spécimen de Cryptoclidus.

## Paléoécologie

### Paléoenvironnement

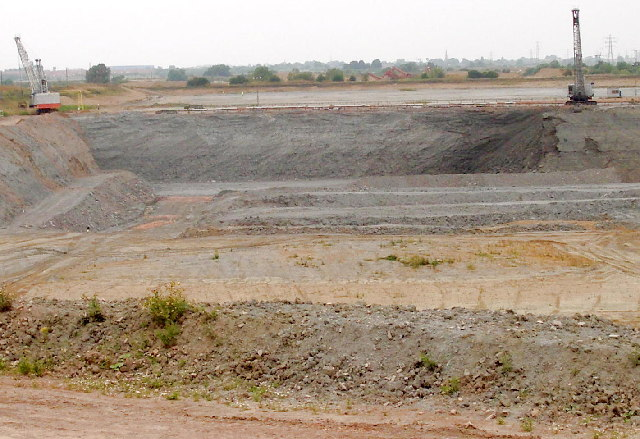
Une argilière dans le membre Peterborough, au sein de la formation d'Oxford Clay, en Angleterre.

Peloneustes est connu du membre Peterborough de la formation d'Oxford Clay. Alors que Peloneustes fut répertorié comme venant de l'étage Oxfordien (s'étalant d'environ 164 à 157 millions d'années) du Jurassique supérieur, le membre Peterborough date en fait du stade Callovien (situé environ vers 166 à 164 millions d'années) du Jurassique moyen. Le membre Peterborough s'étend du Callovien inférieur tardif au Callovien supérieur précoce, occupant la totalité du Callovien moyen. Il recouvre la formation de Kellaways et est recouvert par le membre de Stewartby de la formation d'Oxford Clay. Le membre Peterborough est principalement composé de schistes bitumeux et d'argiles riche en matière organique. Ces roches s'avèrent être parfois fissiles (sécables en dalles fines et plates). Le membre mesure environ 16 à 25 m d'épaisseur et s'étend de Dorset à Humber.
Le membre Peterborough représente une mer intérieure à une époque d'élévation du niveau de la mer. Lors de son dépôt, il aurait été situé à une latitude de 35°N. Cette mer, connue sous le nom de mer d'Oxford Clay, était en grande partie encerclée par des îles et des continents, qui alimentaient la voie maritime en sédiments. Sa proximité avec la terre est démontrée par la préservation de fossiles terrestres tels que le bois flotté d'Oxford Clay, en plus d'une digue clastique (en) dans les niveaux inférieurs du membre Peterborough, la formation de la digue étant facilitée par l'eau de pluie. La région sud de la mer d'Oxford Clay était reliée à l'océan Téthys, tandis qu'elle était reliée à des régions plus boréales sur son côté nord. Cela a permis des échanges fauniques entre les régions boréales et de la Téthys. Cette mer était d'environ 30 à 50 m de profondeur à moins de 150 km du rivage,.

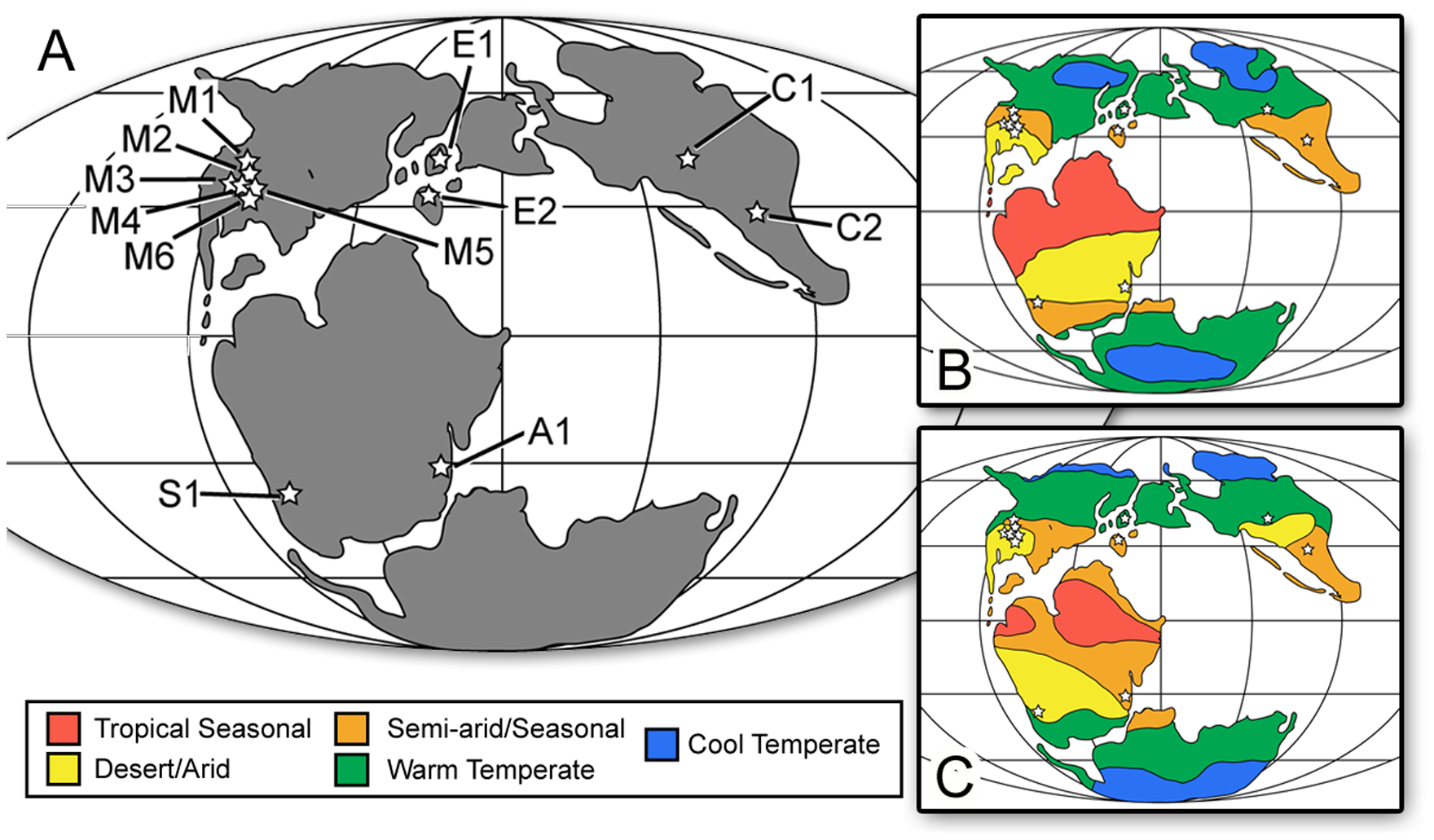
Carte du monde dans le Jurassique, la formation d'Oxford Clay est située sous la désignation E1.

La terre environnante aurait eu un climat méditerranéen, avec des étés secs et des hivers humides, même si elle devenait de plus en plus aride. Sur la base des informations provenant des isotopes δ18O chez les bivalves, la température de l'eau du fond marin du membre Peterborough variait de 14 à 17 °C en raison des variations saisonnières, avec une température moyenne de 15 °C. Les fossiles de bélemnite fournissent des résultats similaires, donnant une plage de température de l'eau avec un minimum de 11 °C à un maximum situé entre 14 ou 16 °C, avec une température moyenne de 13 °C. Alors que des traces de bactéries soufrées vertes indiquent une eau euxinique, avec de faibles niveaux d'oxygène et de sulfure d'hydrogène élevé, des traces abondantes d'organismes benthiques suggèrent que les eaux du fond n'étaient pas anoxiques,. Les niveaux d'oxygène semblent avoir varié, certains dépôts étant déposés dans des conditions plus aérées que d'autres.

### Biote contemporain
De nombreux types d'invertébrés sont préservés dans le membre Peterborough. Parmi ceux-ci figurent les céphalopodes, qui comprennent les ammonites, les bélemnites et les nautiloïdes. Les bivalves sont un autre groupe abondant, tandis que les gastéropodes et les annélides le sont moins mais restent assez communs. Des arthropodes sont également présents. Les brachiopodes et les échinodermes sont rares. Bien qu'ils ne soient pas connus à partir de fossiles, les polychètes auraient probablement été présents dans cet écosystème, en raison de leur abondance dans des environnements modernes similaires et des terriers similaires à ceux produits par ces vers. Les microfossiles appartenant aux foraminifères, aux coccolithophoroïdes et aux dinoflagellés sont abondants dans le membre Peterborough.
Une grande variété de poissons est connue du membre Peterborough. Ceux-ci incluent les Chondrichthyens tels qu’Asteracanthus (en), Brachymylus (en), Heterodontus (ou Paracestracion (en)), Hybodus, Ischyodus (en), Palaeobrachaelurus, Pachymylus (en), Protospinax (en), Leptacanthus (en), Notidanus, Orectoloboides (en), Spathobathis (en) et Sphenodus. Des actinoptérygiens sont également présents, représentés par Aspidorhynchus, Asthenocormus (en), Caturus (en), Coccolepis (en), Heterostrophus (en), Hypsocormus (en), Leedsichthys, Lepidotes, Leptolepis (en), Mesturus (en), Osteorachis (en), Pachycormus (en), Pholidophorus et Sauropsis (en). Ces poissons comprennent des variétés de surface, pélagiques et benthiques de différentes tailles, dont certaines sont assez grandes. Ils remplissent une variété de niches, y compris des mangeurs d'invertébrés, des piscivores et, dans le cas de Leedsichthys, des grands filtreurs.

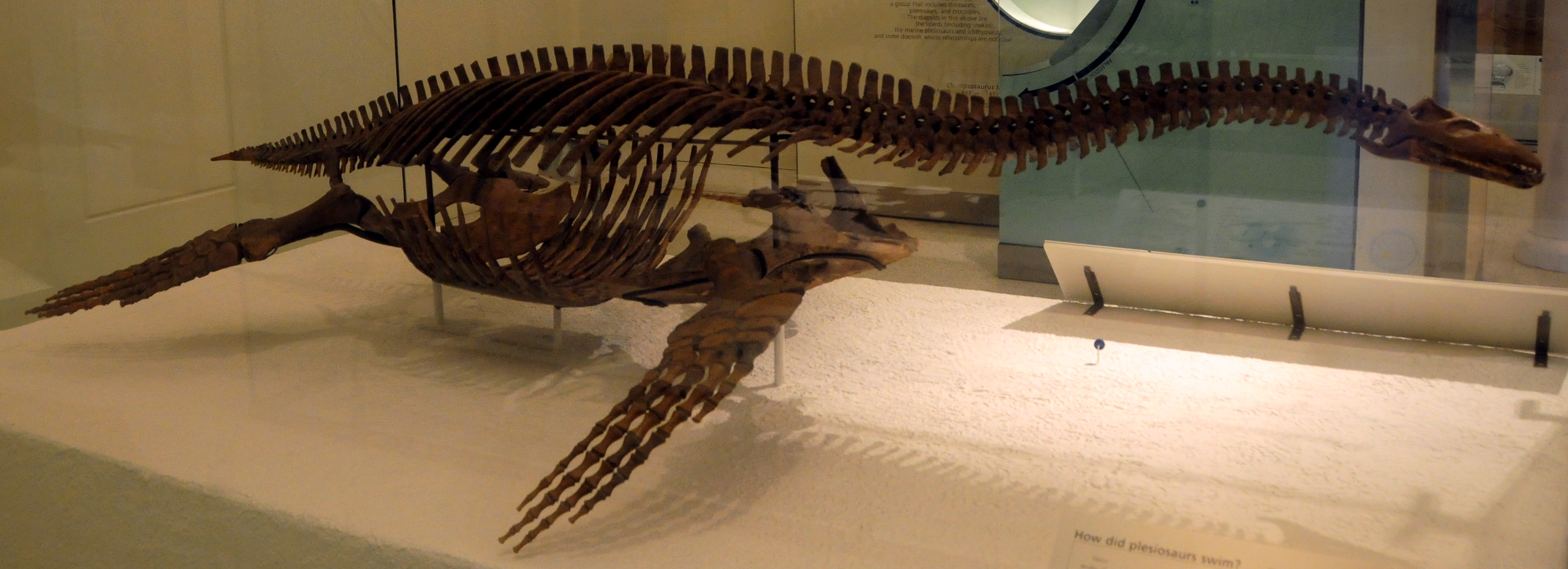
Squelette monté de Cryptoclidus, un plésiosaure du membre Peterborough, exposée au musée américain d'histoire naturelle.

Les plésiosaures sont communs dans le membre Peterborough et, outre les pliosauridés, sont représentés par des Cryptoclididae, notamment Cryptoclidus, Muraenosaurus, Tricleidus et Picrocleidus:VIII,. C'étaient des plésiosaures plus petits avec des dents fines et un long cou et, contrairement aux pliosauridés tels que Peloneustes, ils auraient principalement mangé de petits animaux. L'ichthyosaure Ophthalmosaurus habitait également la formation d'Oxford Clay. Ophthalmosaurus était bien adapté à la plongée profonde, grâce à son corps fuselé ressemblant à un marsouin et à ses imposants yeux, et se nourrissait probablement de céphalopodes:XIV,. De nombreux genres de crocodylomorphes sont également connus du membre Peterborough. Ceux-ci incluent des téléosauroïdes Charitomenosuchus (en), Lemmysuchus (en), Mycterosuchus (en) et Neosteneosaurus (en) et les métriorhynchidés Gracilineustes, Suchodus, Thalattosuchus:180, et Tyrannoneustes. Bien que peu commun, le petit ptérosaure piscivore Rhamphorhynchus faisait également partie de cet écosystème marin.

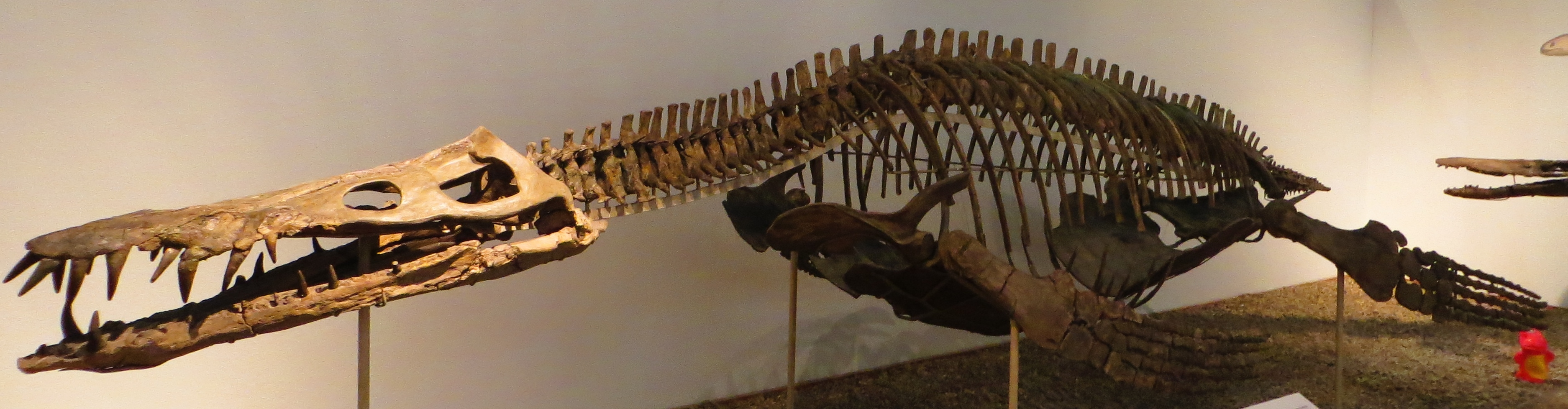
Squelette monté de Liopleurodon ferox, un autre pliosauridé du membre Peterborough, exposée à la collection paléontologique de l'université de Tübingen.

Plus d'espèces de pliosauridés sont connues du membre Peterborough que tout autre assemblage. Outre Peloneustes, ces pliosauridés comprennent Liopleurodon, Simolestes, "Pliosaurus" andrewsi, Marmornectes, Eardasaurus et potentiellement Pachycostasaurus,. Cependant, l'anatomie de ces taxons varie considérablement, ce qui indique qu'elles se nourrissaient de proies différentes, évitant ainsi la concurrence:249-251,. Le grand et puissant pliosauridé Liopleurodon semble avoir été adapté pour s'attaquer à de grandes proies, y compris d'autres reptiles marins et de gros poissons:242-243, 249-251. Eardasaurus, de morphologie similaire peut également avoir pris de grandes proies. Simolestes, avec son crâne large et profond et sa puissante morsure, semble avoir été un prédateur se nourrissant de grands céphalopodes:243-244, 249-251. "Pliosaurus" andrewsi, comme Peloneustes, possède un museau allongé, une adaptation pour se nourrir de petits animaux agiles. Cependant, ses dents sont adaptées à la coupe, indiquant une préférence pour les proies plus grosses, tandis que celles de Peloneustes sont mieux adaptées au perçage. "Pliosaurus" andrewsi est également plus grand que Peloneustes. Marmornectes est également similaire à Peloneustes, portant un long museau, et s'est peut-être aussi nourri de poisson,. Pachycostasaurus est un petit pliosaure fortement bâti qui se nourrissait probablement de proies benthiques. Ayant un crâne plus faible que les autres pliosauridés et étant plus stable, il a donc probablement utilisé différentes méthodes d'alimentation pour éviter la compétition. Contrairement aux autres pliosauridés d'Oxford Clay, Pachycostasaurus était plutôt rare, vivant peut-être principalement en dehors de la zone de dépôt de la formation, habitant peut-être des régions côtières, des eaux profondes ou même des rivières à la place. Alors que plusieurs types différents de pliosauridés étaient présents au Jurassique moyen, les formes piscivores à long museau telles que Peloneustes se sont éteintes à la limite du Jurassique moyen-supérieur. Cela semble avoir été la première phase d'un déclin progressif de la diversité des plésiosaures. Bien que la cause en soit incertaine, elle peut avoir été influencée par l'évolution de la chimie des océans et, dans les phases ultérieures, par la baisse du niveau de la mer.